# Whisky

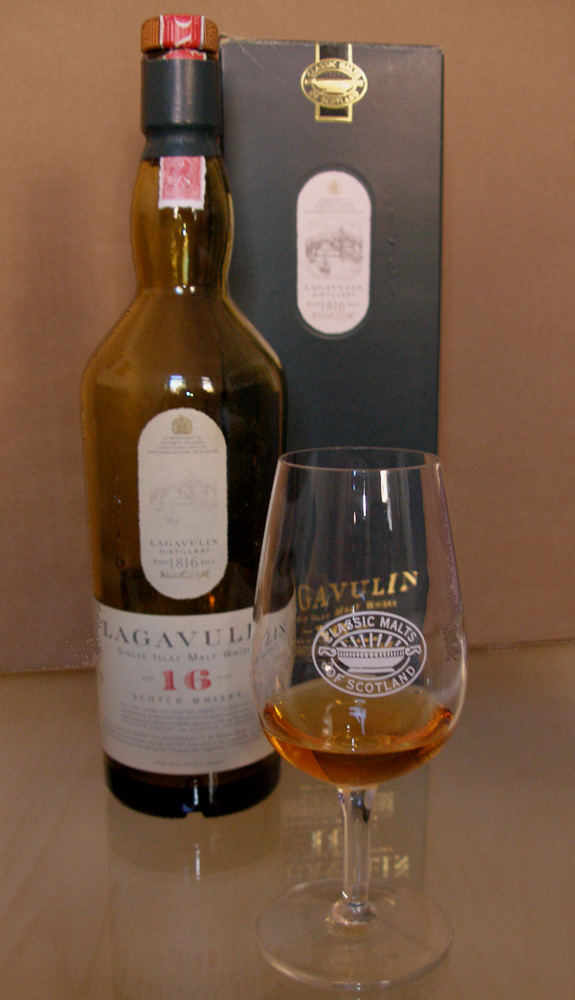
Schottischer Maltwhisky mit tulpenförmigem Nosing-Glas, welches hilft, die vielfältigen Aromen gut wahrnehmen zu können.

Whisky (englisch; in Irland und in den USA überwiegend Whiskey) ist eine durch Destillation aus vergorener Getreidemaische gewonnene und im Holzfass gereifte Spirituose.

## Gesetzliche Definition
Jede Region bzw. jedes Land hat eigene Regelungen dafür, unter welchen Bedingungen ein Brand Whisky bzw. Whiskey genannt werden darf. Für die Hauptregionen Schottland und Irland gelten die europäische Verordnung sowie die regionale Verordnung. Andere Länder haben hiervon abweichende Bestimmungen.
Innerhalb der Europäischen Union muss Whisky laut den in der Verordnung Nr. 110/2008 vom 15. Januar 2008 festgelegten Kriterien
- durch Destillieren von Getreidemalzmaische gewonnen sein,
- zu einem Alkoholgehalt von weniger als 94,8 Volumenprozent destilliert werden,
- mindestens drei Jahre lang in Holzfässern mit einem Fassungsvermögen von 700 Litern oder weniger reifen,
- einen Mindestalkoholgehalt von 40 Volumenprozent aufweisen.

In Uruguay beispielsweise beträgt die vorgeschriebene minimale Lagerzeit nur zwei Jahre. Falls die Erzeugnisse nicht den oben angeführten Minimalanforderungen entsprechen, dürfen sie innerhalb der EU nicht als Whisky verkauft werden.

## Etymologie
Das Wort Whisky, erstmals 1736 erwähnt, leitet sich vom schottisch-gälischen uisge beatha ab (gesprochen: [ɯʃkʲe 'bɛha], auch uschkeba) oder vom Irischen uisce beatha (gesprochen: ischke baha oder ischke ba) und bedeutet „Wasser des Lebens“ (uisge/ uisce „Wasser“, beatha „Leben“). Die anglisierte Form usquebaugh hat sich aus der gälischen Ausspracheform uskeba entwickelt, wie oft in Schottland, Irland und Wales bei Ortsnamen vorgefunden, es wird aber uskvebaw ('u' wie in englisch cut, 'aw' wie in englisch law) oder yuskibaw gesprochen. Andere Schreibweisen sind usqu(a)ebach und usquaebae. Der Begriff war bereits im 16./17. Jahrhundert geläufig. Die Engländer anglisierten das gälische Wort uisge beatha zu dem gebräuchlichen Wort „Whisky“. Man verstand darunter aber nicht nur Whisky im heutigen Sinne, sondern auch andere Brände mit Würzzusätzen.
Die Schreibweise „Whiskey“ statt „Whisky“ entstand erst im 19. Jahrhundert in Dublin.

## Entstehungsgeschichte

### Ursprünge

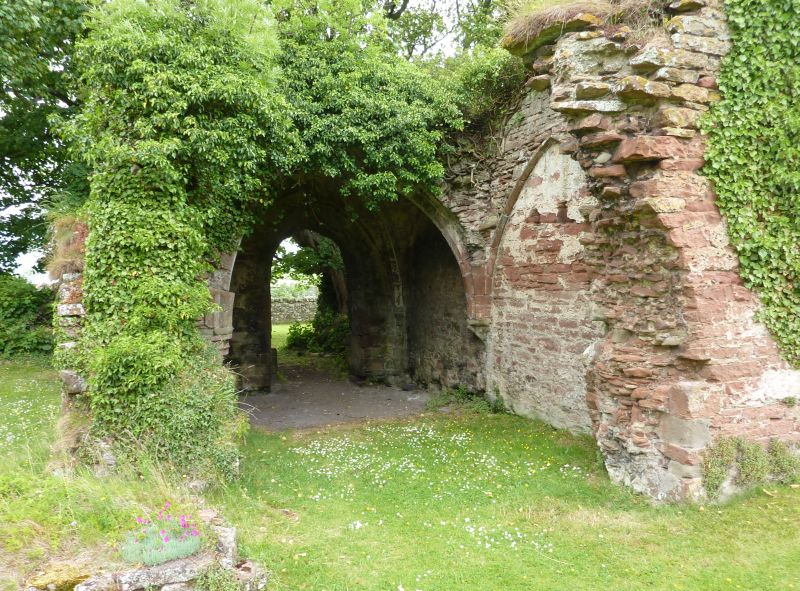
Ruine des Benediktinerklosters Lindores Abbey, wo bereits 1494 aquavite gebrannt wurde

Bislang steht nicht fest, ob Schottland oder Irland das Ursprungsland des Whiskys ist. Die erste bekannte Erwähnung eines gebrannten Alkoholdestillats in dieser Region bezieht sich auf einen aquavite in einer Urkunde in den schottischen Steuerunterlagen (Exchequer Rolls) aus dem Jahre 1494, als der Benediktiner-Mönch John Cor aus dem Kloster Lindores (Grafschaft Fife) in der damaligen schottischen Hauptstadt Dunfermline acht Bollen Malz zur Aquavit-Herstellung einkauft. 1 boll (Bolle) = 4 firlot (1 firlot ~ 1 Scheffel) ist ein altes schottisches Getreidehohlmaß und entspricht 210,1 Litern oder 62 Kilogramm Malz. Acht Bollen entsprachen somit rund 500 Kilogramm, was zur Herstellung von ungefähr 400 Flaschen Whisky ausreicht. (Et per liberacionem factam fratri Johanni Cor per perceptum compotorum rotulatoris, ut asserit, de mandato domini regis ad faciendum aquavite infra hoc compotum viij bolle brasii. dt.: Und durch Zahlung zugunsten Bruder Johannes Cors auf Anweisung des Steuerprüfers, wie er versichert, auf Anordnung des Königs (James IV.), um Lebenswasser innerhalb dieser Bemessungsfrist herzustellen, 8 Bollen (~ 32 Scheffel) Malz). Im Laufe der Zeit entstand eine große Anzahl an privaten Destillerien. Jeder schottische Clan produzierte seinen eigenen Whisky für den Eigengebrauch.
Der damals hergestellte Brand war klar und wurde mit Kräutern und Pflanzenstoffen aromatisiert (vgl. „Aquavit“). Erst als ab dem 18. Jahrhundert damit begonnen wurde, den Brand in Holzfässern auszubauen, die bis dahin nur zum Transport und zur Lagerung benutzt worden waren, nahm Whisky seine bis heute charakteristische Farbe und Aromatik an.
Nach der Besiedlung Amerikas durch Briten und Iren wurde dort versucht, Whisky aus Getreide herzustellen. Da Gerste nur sehr schlecht wuchs, begannen die Bauern in Nordamerika, die dort gut wachsenden Getreidesorten Roggen (englisch: rye) und Weizen (englisch: wheat) zu vergären. Die ältesten Brennereien entstanden in Maryland, Pennsylvania und Virginia.

### Legende
Die Legende schreibt die Erfindung von Whisky den christlichen Mönchen zu, allen voran dem irischen Nationalheiligen St. Patrick. Die Mönche begannen im 5. Jh. das Land der Kelten zu missionieren, und brachten technische Geräte sowie das Wissen über die Herstellung von Arzneimitteln und Parfüm nach Irland und Schottland. Es wird auch behauptet, die Kelten seien die ersten gewesen, die eine wasserklare Flüssigkeit destillierten – das aqua vitae (vgl. „Aquavit“) oder uisge beatha. Das Aufkommen der Klöster, die damals das Zentrum vieler Ansiedlungen waren und eigene Gasthäuser betrieben, wird so mit der Verbreitung des Whisky in Zusammenhang gebracht. Allerdings dürfte nach heutigem Wissensstand das Destillieren von Ethanol-Alkohol erst ab dem 11. Jh. im christlichen Europa bekannt geworden sein, nach Verbreitung des ab dem 8. Jh. im heutigen Irak entwickelten Destillierhelms.

### Steuern, Kämpfe, Legalisierung
Die erste Aufzeichnung über eine lizenzierte Brennerei stammt aus dem Jahr 1608. In diesem Jahr erteilte König James I. Sir Thomas Phillips, dem Bevollmächtigten der Provinz Ulster in Irland, die Lizenz, „in der Grafschaft Colrane, auch O Cahanes genannt, oder in dem als Rowte bezeichneten Territorium in der Grafschaft Antrim“ Whiskey zu brennen. Diese Angabe macht sich die Brennerei Old Bushmills zu eigen, die in der genannten Grafschaft liegt. Jedoch wurde Old Bushmills erst 1784 gegründet.
Seit 1643 wurde Whisky in Irland offiziell besteuert, seit 1644 in Schottland. Da sich niemand daran hielt, wurde Whisky 1661 erst in Irland, 1707 auch in Schottland verboten – es sei denn, man erwarb eine staatliche Lizenz. In den folgenden Jahren kam es wegen der Steuern zu blutigen Auseinandersetzungen zwischen Steuereintreibern (gaugers) und Schmugglern (smugglers). Nahezu 200 Jahre lang hielt der Widerstand gegen die hohe Besteuerung des Whisky an. Die ältesten bestehenden lizenzierten Brennereien sind in Irland Kilbeggan (1757), in Schottland Glenturret (1775) und Bowmore (1779).

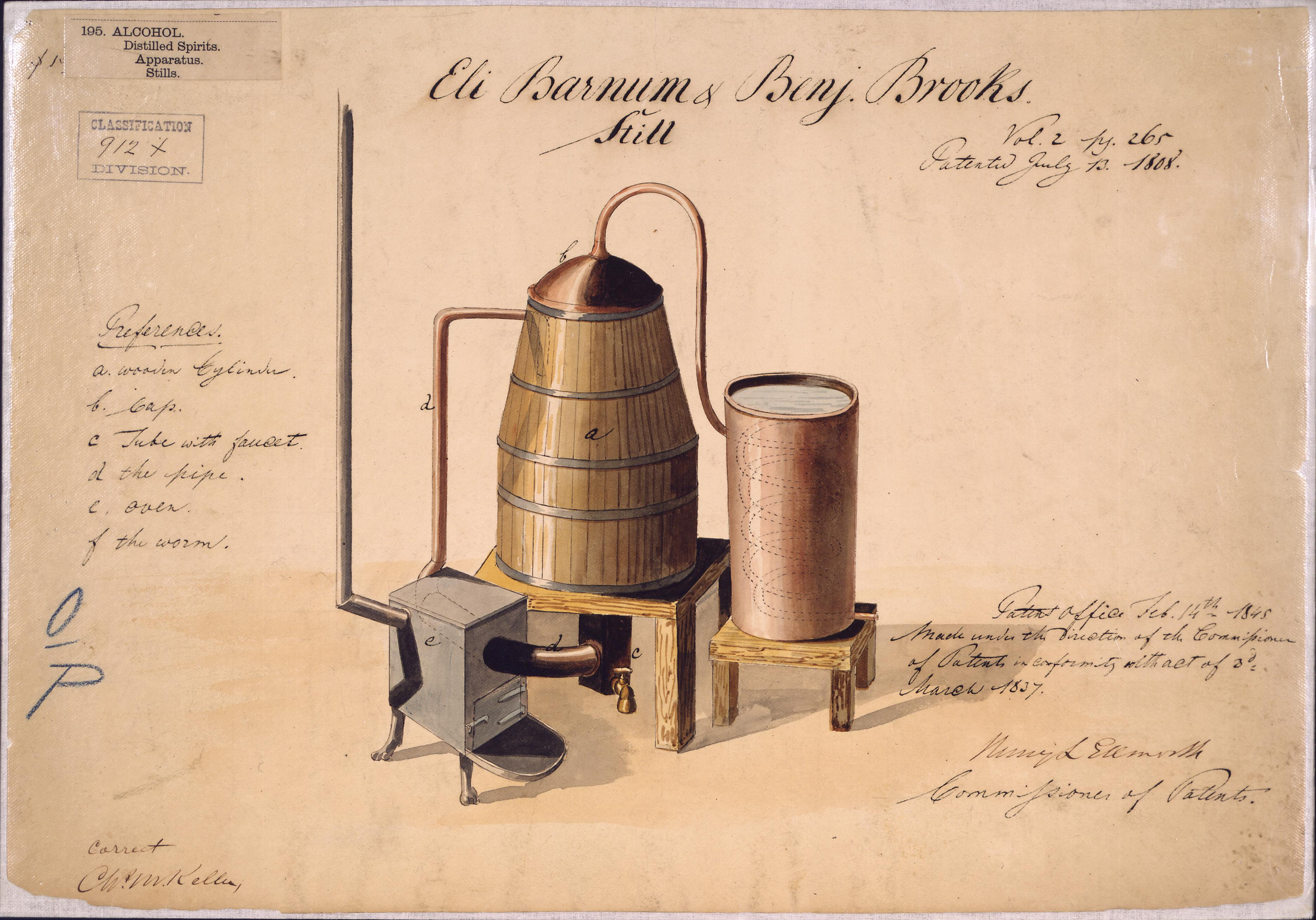
Amerikanische Patentschrift für eine Destille, zwischen 1836 und 1849

In Amerika wurde Whiskey besteuert: 1794 erließ George Washington, der selbst eine Brennerei betrieb, eine Steuer auf Whiskey, da der Finanzbedarf des jungen Staates nach dem Ende des Unabhängigkeitskrieges sehr hoch war. Doch die Siedler nahmen diese Steuer nicht hin, und es kam in Pennsylvania zur Whiskey-Rebellion. Sie wurde von einer 13.000 Mann starken Armee unter Henry Lee III niedergekämpft. Die Whiskeybrenner zogen danach weiter nach Westen in die Staaten Kentucky und Tennessee, von wo noch heute der größte Teil der amerikanischen Whiskeyproduktion stammt.
1822 wurde in Schottland der Illicit Destillation Act (Gesetz über die illegale Destillierung) verabschiedet, der das Steuerrecht vereinfachte, aber die Rechte der Großgrundbesitzer stärkte. Wieder kam es zu Unruhen. 1823 wurde ein neuer Act of Excise beschlossen, der das Brennen von Whisky gegen eine Gebühr von 10 Pfund plus einem festen Steuerbetrag pro Gallone Whisky gestattete. Gleichzeitig legte man eine Mindestgröße von 40 Gallonen für die Brennblase fest. George Smith war der Erste, der nach der neuen Gesetzgebung seine Brennerei The Glenlivet baute. Durch das neue Recht lohnte sich endlich die legale Produktion von Whisky, innerhalb von zehn Jahren verschwanden tausende illegale Brennereien in Schottland und Irland. Dies führte zu einer weitaus größeren Verbreitung des Whiskys auf den Britischen Inseln.

### Industrialisierung
1826 meldete Robert Stein ein neues Verfahren zur kontinuierlichen Destillation zum Patent an (patent still distilling) – hiermit konnte ungemälztes Getreide (Grain) gebrannt werden. 1832 wurde dieses Verfahren vom Iren Aeneas Coffey verbessert. Mit der Coffey still (auch Column-, Coffey-, Patent- oder Continuous Still genanntes Destillationsgerät, der aus Brennkolonnen statt traditionellen Brennblasen bestehende Brennapparat) konnte ein reineres Produkt hergestellt werden, der Kornwhisky. Die Iren mochten jedoch den neuartig erzeugten Whiskey nicht, und so ging Coffey nach Schottland.
1856 stellte der Schotte Andrew Usher junior den ersten Blended (deutsch: verschnittenen) Whisky her. Sein Vater hatte bereits 1844 den „Old Vatted Glenlivet“ angeboten. Der erste Blend namens „Usher’s Green Stripe“ existiert noch auf dem Markt. Andere Händler verschnitten Malz- und Kornwhiskys, die dank der Coffey still hergestellt werden konnten, zu Blended Scotch. Diese neue Whisky-Art fand erst in England und folgend weltweit großen Absatz – auch bedingt durch eine Reblausplage und Mehltauplage, die ab etwa 1850 einen großen Teil der französischen Weinstöcke vernichtete, weshalb Wein, Cognac und Brandy knapp und sehr teuer wurden.
Wegen der amerikanischen Prohibition (1920–1933) mussten die meisten kleinen Brennereien in Amerika schließen. Auch in Schottland führte dies zur Schließung vieler Brennereien (beispielsweise in Campbeltown auf der Halbinsel Kintyre). Whisky aus der Brennerei Laphroaig galt allerdings zu Zeiten der Prohibition in Amerika als Arznei und war als einziger Whisky in Apotheken erhältlich. Nach dem Ende des Alkoholverbots kontrollierten nun größere Konzerne die neu anlaufende legale Produktion. In den Ursprungsländern vollzog sich in den folgenden Jahrzehnten eine immer stärker werdende Konzentration der Brennereien und der Abfüller in größeren Konzernen, die mittlerweile weltweit operieren. Nur vereinzelt gibt es noch kleinere Firmen, die einzelne Brennereien betreiben.

## Herstellungsverfahren
Whisky wird aus Getreide (immer Gerste, auch Weizen, Mais, Roggen oder Hafer) hergestellt. Das Getreide wird mit Wasser und Hefe vergoren und zu einem Brand destilliert, der anschließend im Holzfass (meist aus Eichenholz) mindestens drei Jahre gelagert wird.
Das Herstellungsverfahren von Whisky ähnelt bis zur Lagerung anderen Verfahren zur Herstellung und Konzentration von Ethanol. Da Getreide als Rohstoff verwendet wird, gibt es eine besondere Ähnlichkeit zur Herstellung von Kornbrand, und bis zur Destillation auch zum Bierbrauen.
Die Herstellung von Whisky kann in folgende Schritte eingeteilt werden:
- Vorbereiten des Getreides (hauptsächlich Mälzen, im Fall von Mais auch Kochen)
- Schroten
- Maischen
- Gären
- Brennen (Destillation)
- Lagern

### Rohstoffe
Als Getreide kommt vor allem Gerste zum Einsatz (die besonders viel in gärfähigen Zucker umwandelbare Stärke enthält und auch in den nördlichsten Regionen gedeiht), aber auch Mais, Roggen oder Weizen, sowie seltener Hafer, Buchweizen, Reis, Triticale, Quinoa, Hirse und Dinkel.
Wasser wird beim Mälzen, Maischen und ggf. zur Verdünnung benötigt, daher werden Whiskybrennereien häufig an Orten mit gutem Zugang zu Wasser errichtet. Die Härte des Wassers, sein pH-Wert, absoluter Mineralgehalt sowie mikrobiologische Reinheit haben Einfluss auf Maische und Gärung.
Eine weitere Zutat sind bestimmte Zuckerhefen, vor allem Saccharomyces cerevisiae, beispielsweise die Brennereihefe Rasse M.

### Mälzen

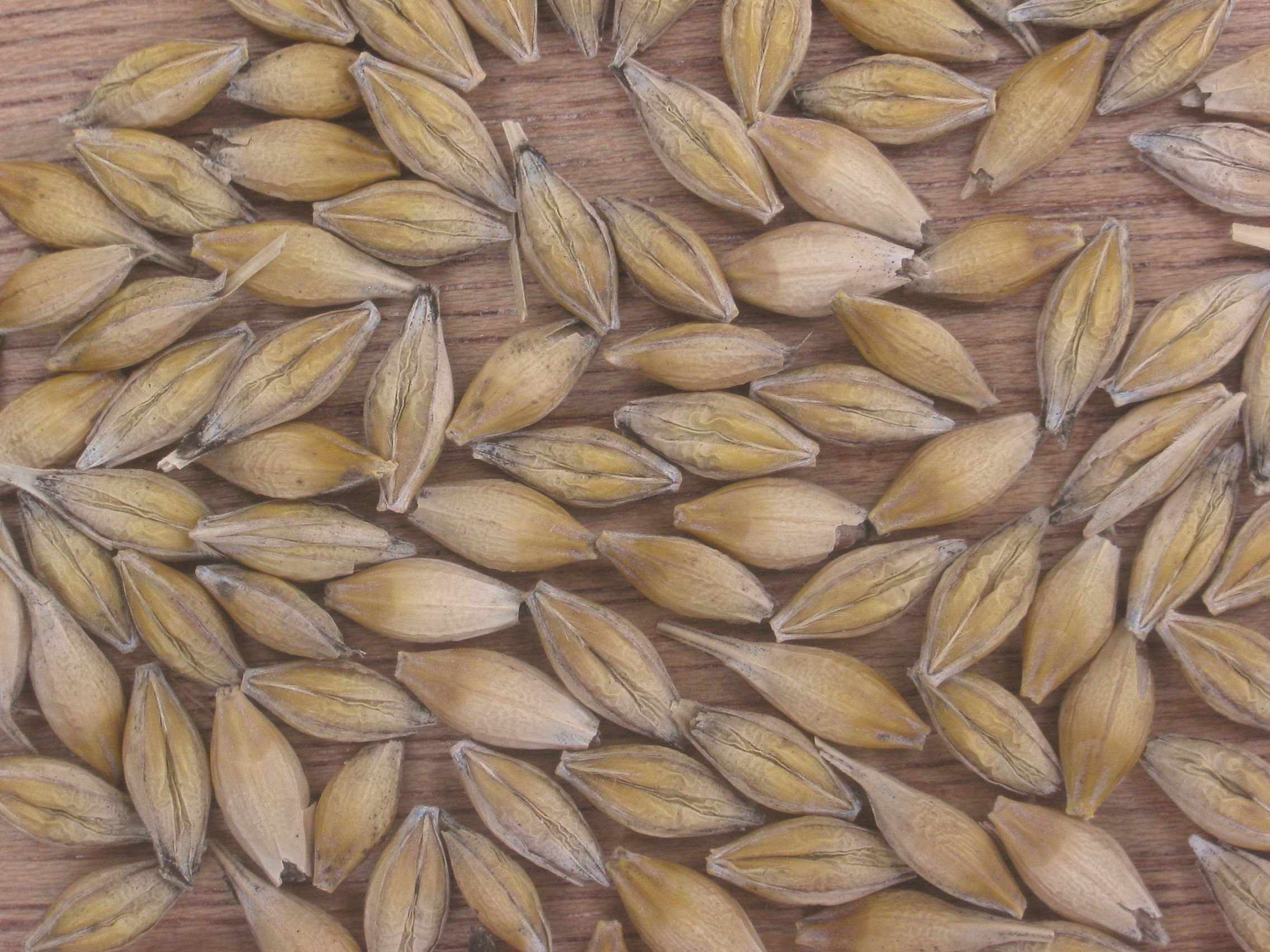
Aus Gerstenkörnern wird Malz gewonnen, das für viele Whiskys die Grundlage bildet

Der wichtigste Rohstoff für den Herstellungsprozess ist Getreide. Abhängig vom gewählten Herstellungsprozess und der verwendeten Getreideart wird das Getreide gemälzt oder ungemälzt verwendet. Für viele Whiskys ist gemälzte Gerste der hauptsächliche Geschmacksgeber. Die Qualität der Gerste wird von eins bis neun eingeteilt. Nur die Stufen eins bis drei, die etwa 20 % einer Ernte ausmachen, eignen sich zum Mälzen. Für die Qualitätseinstufung entscheidend sind ein hoher Stärkegehalt, ein niedriger Proteingehalt, ein niedriger Stickstoffgehalt, eine hohe Keimwahrscheinlichkeit, Gleichförmigkeit der Körner sowie Reife und Trockenheit der Gerste.

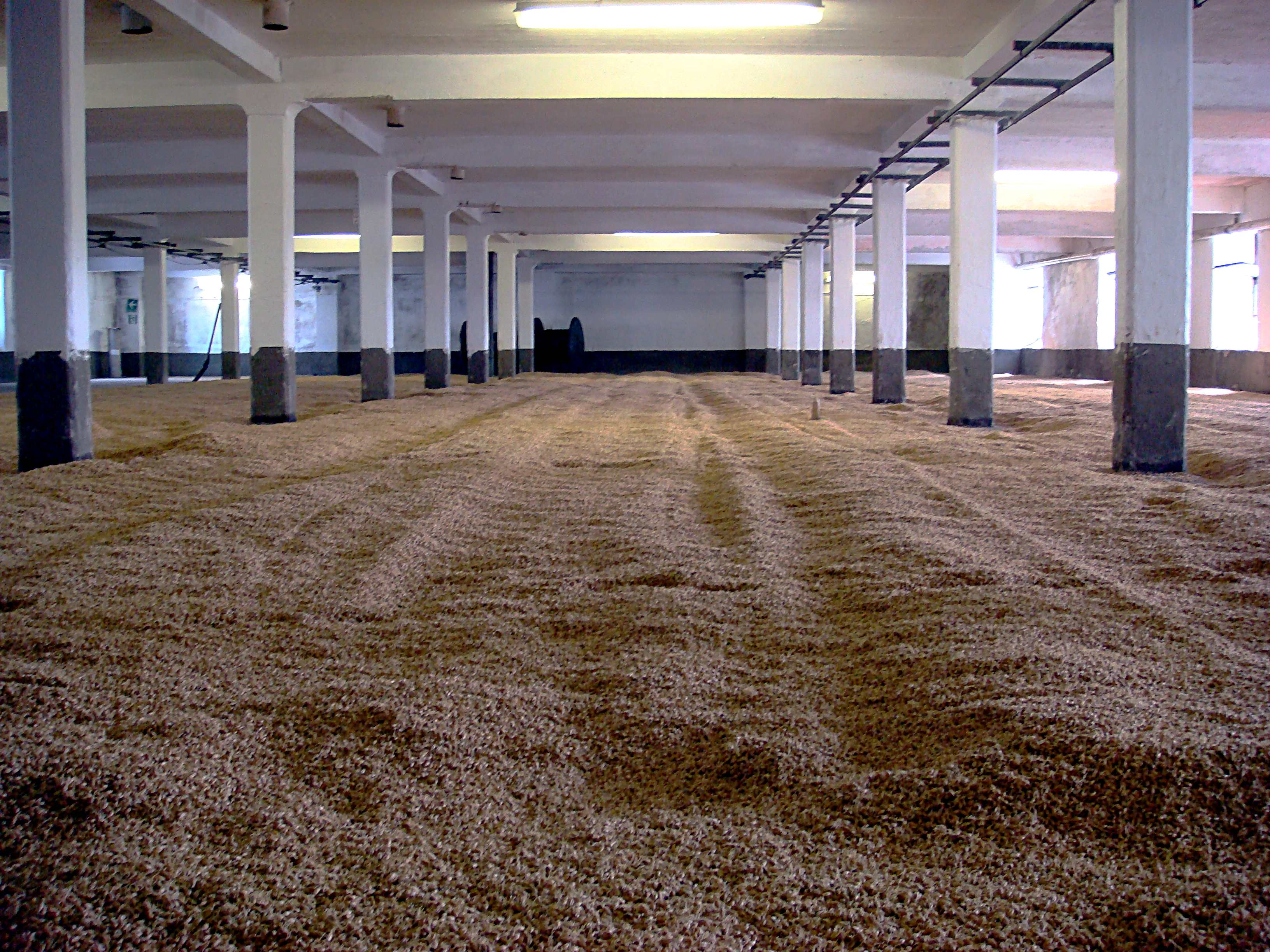
Tennenmälzerei

Das Mälzen der Gerste (oder anderer Getreide) stellt bei vielen Whiskys einen entscheidenden Vorgang während des Herstellungsprozesses dar. Sie wird zu diesem Zweck auf Tennen (Mälzböden aus Stein, Fliesen oder Beton) ausgebreitet, befeuchtet sowie regelmäßig gewendet und dadurch und unter Einwirkung von Wärme gleichmäßig zum Keimen gebracht. Man erhält so das Grünmalz. Dabei kann sich durch Mikroorganismen Geosmin bilden, das eine mineralisch-erdige Aromatik hervorruft und in gewissen Whiskys in geringen Mengen erwünscht ist. Dabei entwickeln die Getreidekörner Wärme und müssen deshalb ständig umgeschichtet werden, um ein gleichmäßiges Klima innerhalb der Getreideschicht zu erreichen. Das Grünmalz wird anschließend gedarrt. Das heißt, dass die Keimung mittels Hitze (Darren) gestoppt wird, wobei das Malz getrocknet und somit lagerfähig gemacht wird, was sowohl mit heißer trockener Luft als auch durch heißen Rauch geschehen kann. Bei dem (zumindest in Schottland) mit Torf befeuerten Darren (pagodenförmige Türme, genannt kilns) durchzieht der Rauch das Grünmalz. Torf gibt über den Rauch Geschmacksstoffe an das frische Malz ab. Der Vorgang findet in Gebäuden mit dem typischen Pagoden-Dach statt. Anhand des Phenolgehalts im Rauch kann kontrolliert werden, wie stark das Malz beim Darren geräuchert wurde. Dabei reicht die Spannweite von völlig ungetorftem Trockenfeuer bis hin zu sehr stark getorftem Feuer, was sich in der Milde bzw. Rauchigkeit des Whiskys niederschlägt.

### Maischen

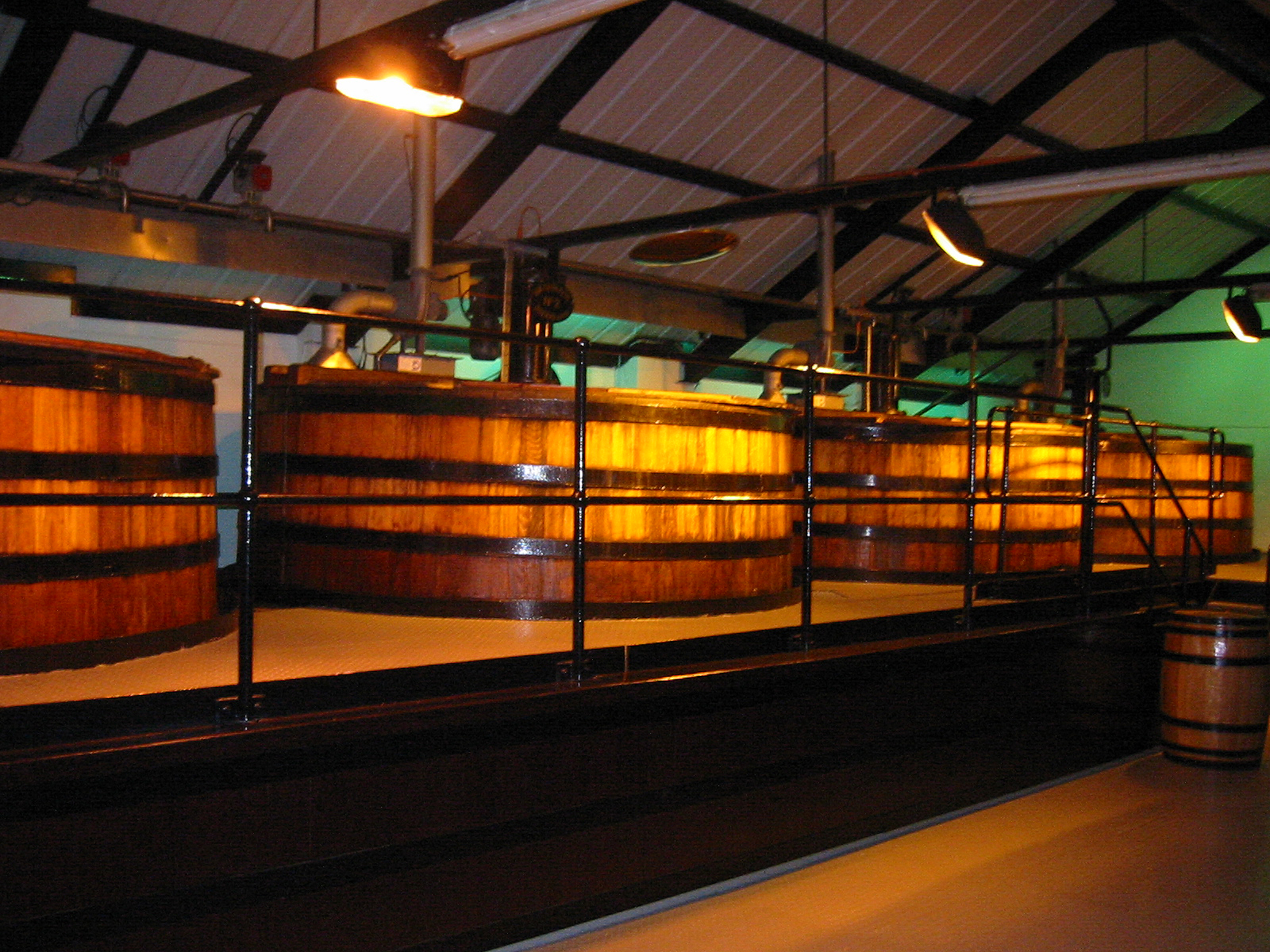
Gärtanks

Erst unmittelbar vor dem Maischen wird das Getreide von den Keimlingen befreit, zu Schrot gemahlen und danach im Maischbottich mit heißem Wasser vermischt. Beim Maischen wird die Stärke durch Enzyme in Malzzucker (Maltose) umgewandelt. Dabei entstehen weitere Zuckerarten. Ziel des Prozesses ist es, alle vergärbaren Zucker zu extrahieren. Durch den perforierten Boden wird die zuckerreiche Flüssigkeit (die Würze, englisch wort) von den verbliebenen Feststoffen, zellulosehaltigen Spelzen, abgetrennt und gesammelt. Eine trübe Würze trägt zu einem malzigen Aroma des Whiskys bei, während eine klare Würze einen weniger getreidigen Charakter fördert.

### Gären
Nach dem Abkühlen wird die entstandene Würze, eine klebrige süßliche Flüssigkeit, in den Gärtank (oder Gärbottich, englisch washback) gepumpt, wo sie mit Hefe (Saccharomyces cerevisiae, die Bierhefe) versetzt wird, die Zucker zu Alkohol und Kohlendioxid vergärt. Der Vorgang der Gärung (Fermentation) ähnelt dem des Bierbrauens, allerdings ist er bei der Whiskyherstellung nicht keimarm. Die nach der Vergärung entstandene Maische hat einen Alkoholgehalt von fünf bis acht Volumenprozent und wird wash genannt. Eine längere Gärung (länger als zwei Tage) fördert die Veresterung, bei der leichtere, fruchtigere und komplexere Aromen entstehen. Bei der Gärung fallen neben Ethanol zahlreiche chemische Stoffe an: höhere Alkohole (Fuselöle), Schwefelverbindungen wie Dimethylsulfid und Fettsäuren. Diese Stoffe können sich dann, je nach Brennverfahren, als fleischige, maritime oder ölig-wachsartige Aromen im späteren Brand wiederfinden.
Wird der Whiskey, meist Bourbon, mit etwa gesäuerter Maische vergoren, kann er mit Sour Mash als Qualitätsmerkmal bezeichnet werden.

### Brennen

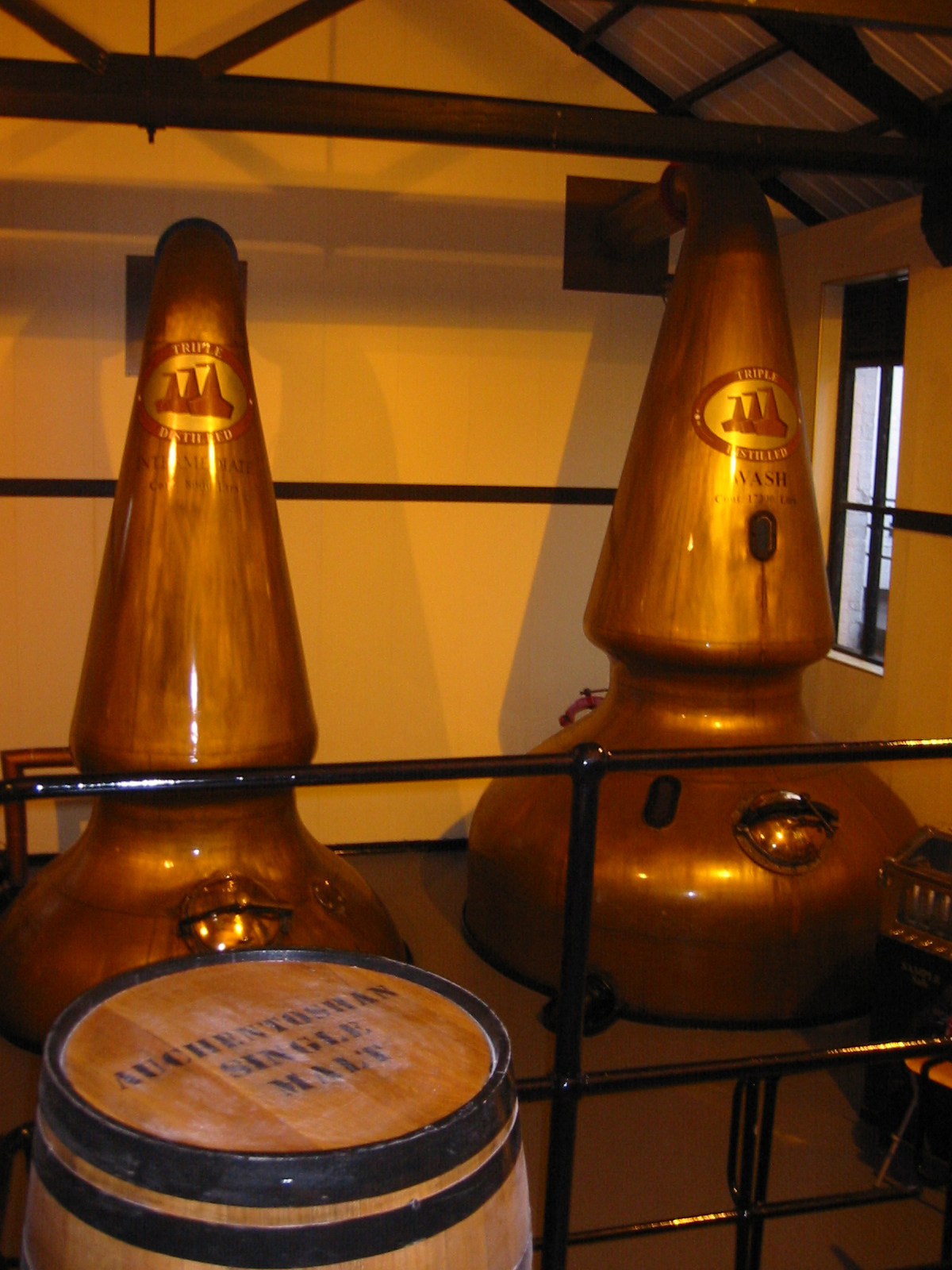
Zwei Brennblasen

Auf die Gärung im Gärtank folgt die Destillation im Brennapparat. Durch die Destillation wird unter Hitzeeinwirkung der Alkoholgehalt der fermentierten Flüssigkeit erhöht und der größte Teil des Wassers entfernt.
Zur Herstellung von schottischem Malt-Whisky und irischem Pot-Still-Whiskey wird das pot-still-Verfahren verwendet. Andere Whiskyarten werden meist in Brennsäulen im patent-still-Verfahren destilliert. Nicht durchsetzen konnte sich das 1955 von Alistair Cunningham und Arthur Warren entwickelte Lomond-still-Verfahren.
Beim traditionellen pot-still-Verfahren durchläuft die Maische die erste kupferne Brennblase (englisch wash still). Der entstandene Rohbrand hat einen Alkoholgehalt von etwa 20 Volumenprozent. Der Destillationsprozess wird nun in der zweiten kupfernen Brennblase (englisch spirit still) wiederholt. Die Destillation trennt den Alkohol sowie den Großteil der Geruchs- und Geschmacksstoffe vom Wasser und konzentriert sie. Je länger der Kontakt des Alkoholdampfs mit dem Kupfer der Brennblasen, desto mehr wird von den schwereren Stoffen (Fuselöle, Schwefel) herausgefiltert, was einen feineren Brand ergibt. Daher entscheiden die Größe und Form der Brennblasen sowie die Brenngeschwindigkeit über den Charakter des späteren Whiskys. Der Feinbrand wird vom Brennmeister in Vor-, Mittel- und Nachlauf getrennt. Der Mittellauf fließt durch ein Zählwerk, mit Hilfe dessen die später zu zahlende Branntweinsteuer bestimmt wird. Der Alkoholgehalt des Mittellaufs beläuft sich auf etwa 60 bis 75 Volumenprozent. Er wird zum Teil mit Wasser versetzt und zur endgültigen Lagerung in Holzfässer gefüllt. Die Vor- und Nachläufe der beiden Brennvorgänge werden manchmal dem nächsten Brennvorgang zugeführt.
Sollte eine Brennblase aus Gründen des Verschleißes ausgetauscht werden, wird häufig darauf geachtet, die genaue Form der alten Brennblase nachzuahmen – angeblich kann dadurch der gewohnte Geschmack des Whiskys beibehalten werden.

### Lagern

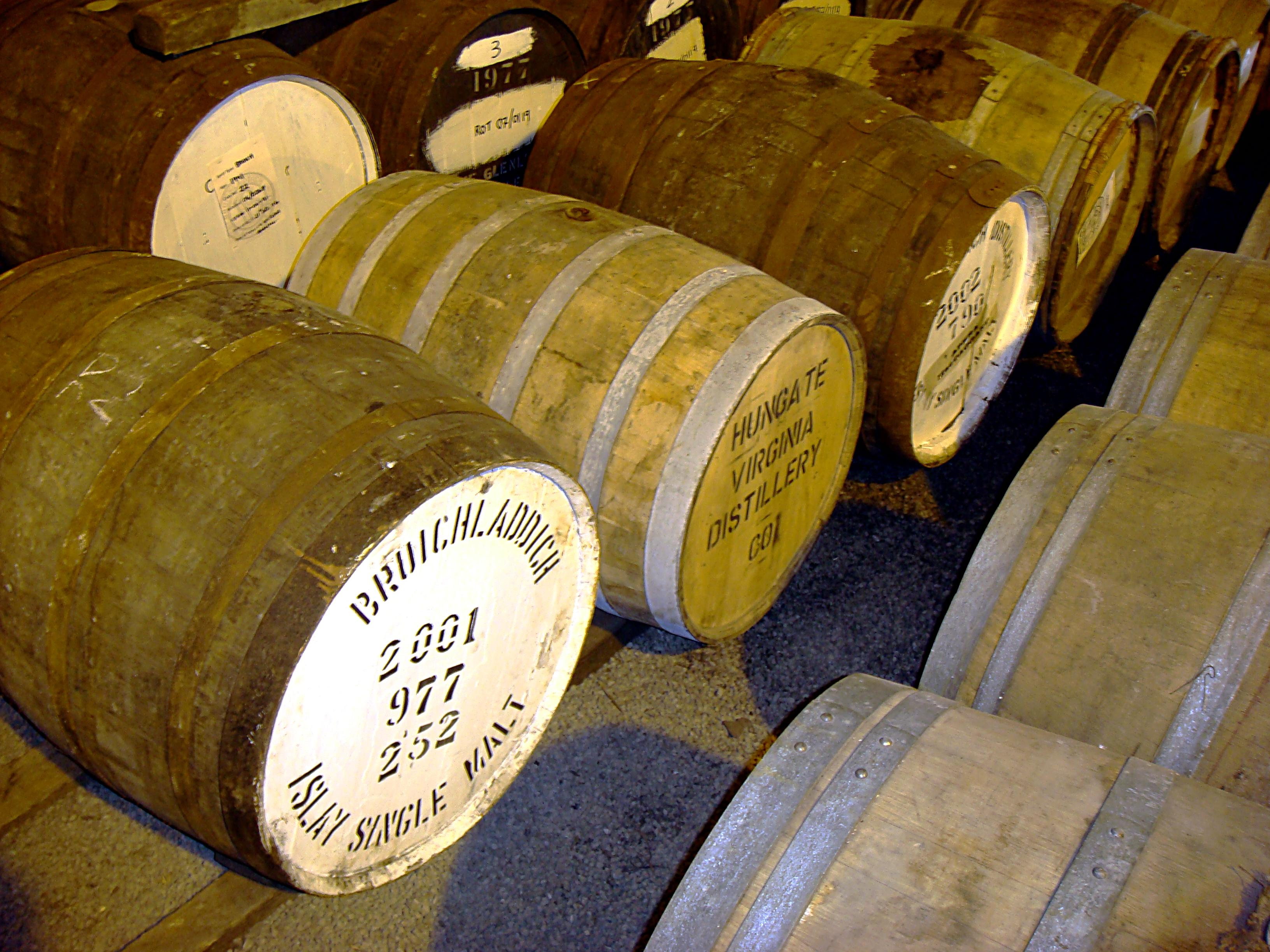
Lagerung des Whiskys in Holzfässern

Die jahrelange Reifung (meist 3 bis 25 Jahre) in einem Holzfass ist für den Geschmack bedeutsam. Hierbei sind die Holzart, die frühere Nutzung des Fasses, die geographische Lage des Lagerhauses, die Bauart des Lagerhauses, das Mikroklima und die Dauer der Reife wichtige Faktoren. Das Destillat (taste) des amerikanischen Whiskeys reift fast ausschließlich in neuen Fässern aus Amerikanischer Weißeiche, die innen angekohlt (getoastet) werden. Daneben ist die Europäische Eiche der Rohstoff für die Whiskyfässer in Europa. Ein Fass kostet rund 300 Euro. Vorwiegend stammen die Fässer, in denen vorher Sherry oder Portwein gelagert wurde, aus Spanien oder Portugal. Sie sind für dunkle Whiskys bestimmt. Für helle Whiskys werden gebrauchte amerikanische Fässer verwendet. Hemicellulose, Lignin, Tannine und Holzextrakte sowie die umgebende Luft bereichern das Destillat während der Lagerung.

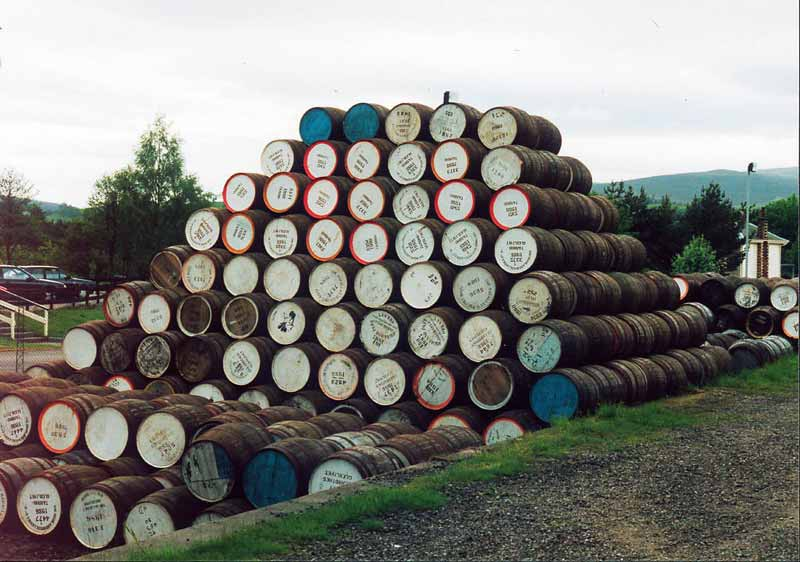
Lager für leere Whiskyfässer

Die Benutzung ehemaliger Sherry-Fässer aus Spanien ist ein traditionelles Verfahren, Whisky mit zusätzlichen Aromen zu versehen. Bei seit Jahren rückläufigem Konsum von Sherry und Portwein wird es für die Brennereien jedoch zunehmend schwierig, solche Fässer zu bekommen. Die Böttcherei Speyside Cooperage in Craigellachie setzt rund 100.000 Eichenfässer jährlich neu zusammen, toastet und repariert Fässer für die umliegenden Brennereien. 2004 lagerten rund 18 Millionen Whiskyfässer in Schottland.
Immer beliebter werden Abfüllungen, die durch Lagerung in anderen Fässern zusätzlich veredelt werden. Dieses Finishing findet in Fässern statt, in denen zuvor Sherry, Portwein, Rum, Bordeaux, Madeira, Cognac oder Weißwein gelagert wurde.
Pro Jahr verdunstet über die Poren der geschlossenen Fässer etwa 0,5 bis 1,0 Prozent des Inhaltes, der sogenannte Anteil der Engel (Angels’ share oder Angels’ dram). Der Reifevorgang für den Whisky ist abhängig vom geforderten Produkt und der erhaltenen Qualität.
Die Lagerung erfolgt in unterschiedlich großen Fässern. Folgende Fasstypen finden in der Lagerung ihre Anwendung:
- das meistverwendete schottische Hogshead (Inhalt: ca. 250 Liter)
- das spanische Sherry Butt (Inhalt: ca. 500 Liter)
- das amerikanische Barrel (Inhalt: ca. 200 Liter)
- das Quarter (auch Firkin) (Inhalt: 45–80 Liter)

Viele Malzwhiskys erreichen ihren Höhepunkt in einem Alter von 10 bis 15 Jahren. Andere hingegen erreichen diesen erst später. Für die Abfüllung in Flaschen wird dem Whisky Wasser hinzugefügt, um eine gebräuchliche Trinkstärke herbeizuführen. Die gebräuchliche Trinkstärke liegt heutzutage zwischen 40 und 43 Volumenprozent (Vol.-%), teilweise bis zu 46 Vol.-%. Zunehmender Beliebtheit erfreuen sich unverdünnte Abfüllungen, die direkt in Fassstärke (cask strength) abgefüllt werden und dadurch intensiver und komplexer im Aroma sind.

## Whiskysorten

### Unterscheidung nach Getreideart
Whisky ist unter verschiedenen Bezeichnungen im Handel erhältlich. Dabei wird zum einen die unterschiedliche Getreideart benannt, aus der der Whisky hergestellt wurde:
- Grain bezeichnet Destillate, die aus Weizen, ungemälzter (und einem kleinen Teil gemälzter) Gerste und Hafer (in Europa) oder Roggen (in Kanada und in den USA) oder Mais (in den USA) hergestellt werden. Sie werden fast ausschließlich für Blended Whiskys verwendet.
- Rye bezeichnet Whisky, der überwiegend aus Roggen hergestellt wurde (mindestens 51 Prozent).
- Bourbon bezeichnet Whisky, der überwiegend aus Mais hergestellt wurde (mindestens 51 Prozent).
- Corn bezeichnet Whisky, der zu einem Großteil aus Mais hergestellt wurde (mindestens 80 Prozent).
- Malt bezeichnet Whisky, der ausschließlich aus gemälzter Gerste hergestellt wurde.

### Herkunftsbezeichnungen
Bezeichnungen wie Scotch, Irish, American spiegeln die Herkunft des Produktes wider. Einige dieser Herkunftsbezeichnungen sind gesetzlich geschützt und an gewisse Voraussetzungen geknüpft (zum Beispiel: Mindestalter).
Bekannte Herkunftsbezeichnungen sind:
- Scotch: Schottischer Whisky
- Speyside Whisky: Schottischer Whisky aus der Region Speyside
- Tennessee Whiskey: Amerikanischer Whiskey aus Tennessee
- Kentucky Straight Bourbon Whiskey: Amerikanischer Whiskey aus Kentucky

## Hintergrundwissen

### Wichtige Whiskybegriffe
- New Spirit: Als New Spirit oder New Make werden frische Destillate bezeichnet, die die Mindestanforderungen an Whisky laut Definition noch nicht erfüllen.[25]
- Cask strength (Fassstärke): Einem Whisky wurde vor der Abfüllung kein Wasser mehr zugesetzt. Der Alkoholgehalt dieser Whiskys ist unterschiedlich, da er je nach Lagerungsdauer, Umweltbedingungen, der Qualität des Fasses und nicht zuletzt nach Alkoholgehalt des Ursprungsdestillats variiert. Cask Strength hat nichts unmittelbar mit dem Alkoholgehalt zu tun. Ein Verschnitt verschiedener Fässer einer Destillerie hat Fassstärke, solange kein Wasser hinzugefügt wurde.
- Vintage (Jahrgangswhisky): Der verwendete Whisky stammt aus dem bezeichneten Jahrgang.
- Single cask (Einzelfass): Der Whisky stammt aus einem einzelnen Fass (gebräuchlich insbesondere für schottischen Whisky). Häufig werden die Flaschen fortlaufend nummeriert. Was für den Jahrgangswhisky gilt, ist umso stärker bei Einzelfassabfüllungen ausgeprägt. Die Qualität kann bei jeder verschiedenen Abfüllung unterschiedlich sein.
- Single barrel (Einzelfass): Der Whisky stammt aus einem einzelnen Fass (gebräuchlich insbesondere für amerikanischen Whiskey).
- Blended Malt Whisky (Vatted Whisky, Vatted Malt oder Pure Malt): Der Whisky stammt aus den Fässern unterschiedlicher Destillerien und wurde vollständig aus Malt Whiskys ohne Zugabe von Grain Whiskys hergestellt.
- Blended Whisky: Eine Mischung von Malt Whiskys und Grain Whiskys. Durch die Wahl der Malt Whiskys und deren Mengen lässt sich der Geschmack des Endproduktes steuern. Vom Marktvolumen stellen sie die größte Menge an schottischem Whisky dar.
- Grain Whisky, oder Pure Grain Whisky: Ein Verschnitt verschiedener Grain Whiskys ohne Zugabe von Malt Whiskys. Diese Whiskys sind leichter im Körper und weniger geschmacksintensiv als Malts.
- Finish (Ausbau): Hinweis einiger Destillerien auf die Herkunft der zur Lagerung des Whiskys benutzten Fässer, so bedeutet zum Beispiel „Port Wood Finish“, dass der Whisky (teilweise) in ausgedienten Portweinfässern gelagert wurde. Andere Beispiele wären „Sherry Wood Finish“, „Madeira Wood Finish“. Siehe auch Fassreifung.
- Angels’ share: Oder Anteil der Engel, ist der Teil des Ethanols, der durch die Poren des Fasssholzes verloren geht. Dadurch sinkt im Laufe der Lagerung der Alkoholgehalt des Whiskys kontinuierlich.
- NAS oder No Age Statement: Whiskys ohne Altersangabe auf dem Etikett. Bei Altersangabe muss das Alter des jüngsten Whiskybestandteiles angegeben werden, das wird damit umgangen.
- Whisky-Gläser: Dazu gehören Whisky-Tumbler, Nosing-Gläser und Glencairn-Whiskygläser.

### Qualitätsmerkmale
Neben der subjektiven Beurteilung des Geschmacks kann objektiv nur die Qualität der Rohstoffe und die Sorgfalt bei der Verarbeitung betrachtet werden.
Dabei können verschiedene Fragestellungen als Anhaltspunkte für die qualitative Einschätzung eines Whiskys herangezogen werden:
- Handelt es sich um einen verschnittenen (Blend) oder einen unverschnittenen Whisky (Single Malt)?
- Wie lange wurde der Whisky im Fass gelagert?
- Handelt es sich um eine Jahrgangs- oder sogar um eine Einzelfass-Abfüllung? Solche werden in der Regel nur von außergewöhnlich guten Whiskys angeboten.
- Zuckercouleur (E 150a) wird in einigen Fällen zugesetzt, um blassen Whiskys eine dunklere Farbe zu geben. Diese Zugabe ist nicht unumstritten und es werden auch Whiskys angeboten, die explizit keine Färbemittel enthalten.
- Wurde der Whisky einer speziellen Kaltfiltrierung („chill filtration“) unterzogen? Es dient der Abtrennung langkettiger Fettsäuren, die bei niedrigen Temperaturen zu einer Trübung führen. Sie sind allerdings Träger von Aromastoffen, die dem Endprodukt dann fehlen. Auch hier gibt es Abfüllungen, bei denen explizit erwähnt wird, dass eine solche Behandlung nicht stattgefunden hat (No chill filtration oder unfiltered).
- Die Qualität, Reinheit und der Ursprung des verwendeten Quellwassers spielen auch eine Rolle.

### Alkoholgehalt
Der Alkoholgehalt des Roh-Destillates liegt zunächst – je nach Herstellungsmethode – zwischen 60 und 94,8 Volumenprozent. Schon zur Reifelagerung in Fässern wird das Roh-Destillat teilweise mit Wasser verdünnt, spätestens aber bei der Abfüllung wird der Whisky auf eine Trinkstärke von meist 40 bis 46 Volumenprozent gebracht. Besondere Abfüllungen in Fassstärke (cask strength, s. o.) haben einen Alkoholgehalt zwischen ca. 50 und 65 Volumenprozent. Der Mindestalkoholgehalt beträgt in der Europäischen Union und in der Schweiz 40 Volumenprozent.
Bei den amerikanischen Whiskeysorten Bourbon und Tennessee ist der Alkoholgehalt bei der Destillation (maximal 80 Vol-% oder 160 proof), bei der Befüllung der Fässer (barrel entry proof, maximal 62,5 Vol-% oder 125 proof) und bei der Abfüllung (mindestens 40 Vol-% oder 80 proof) gesetzlich vorgeschrieben.
Der Alkoholgehalt wird – wie allgemein üblich – bei Whisky in Volumenprozent angegeben. Auf älteren Flaschen findet sich noch die veraltete Maßeinheit Proof. In den USA entspricht 1 Proof einem Alkoholgehalt von 0,5 Vol.-%, beim britischen 0,571 Vol.-%. Scotch Whisky wird oft mit 70 Brit. Proof (40 Vol.-%) oder 100 Brit. Proof (57,15 Vol.-%) angeboten. 100 britische Proof markieren den Alkoholgehalt, ab dem mit Whisky getränktes Schießpulver mit blauer Flamme brennt.
Im Jahr 1972 wurde die Bezeichnung Light Whiskey für leichtere Destillate, unabhängig von den verwendeten Getreidesorten, eingeführt.

## Große Whisky-Nationen

### Schottischer Whisky (Scotch Whisky)

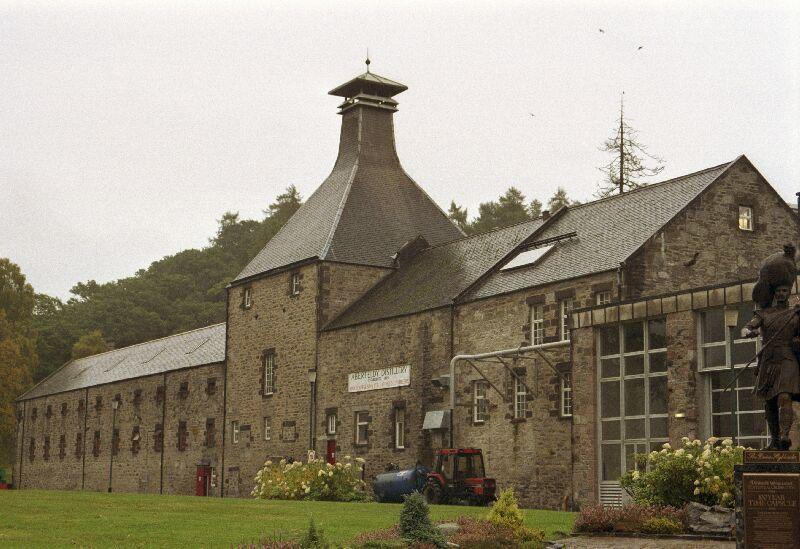
Brennerei in den schottischen Highlands

Schottischer Whisky wird zurzeit in 111 schottischen Brennereien (Stand Juni 2017) gebrannt. Es gab darüber hinaus Hunderte weitere, die derzeit stillgelegt sind oder nicht mehr existieren. Man ordnet die Brennereien und damit die dort hergestellten Whiskys verschiedenen Regionen zu. Dabei wird den Whiskys aus einer Region mitunter eine gemeinsame geschmackliche Charakteristik nachgesagt.

#### Gesetzliche Definition
Gemäß der Scotch Whisky Regulation von 2009 muss schottischer Whisky folgende Merkmale erfüllen:
- Herstellung in einer schottischen Destillerie aus Wasser und gemälzter Gerste (anderes Getreide kann zusätzlich verwendet werden)
- Rohbrand mit maximal 94,8 % reinem Alkohol
- Lagerung unter Zollverschluss in Schottland ausschließlich in Eichenfässern mit einer Größe von maximal 700 Litern für mindestens drei Jahre
- Vor der Abfüllung darf Wasser und Lebensmittelfarbstoff (Zuckercouleur) zugesetzt werden

Unterteilt wird Scotch Whisky gesetzlich in folgende Arten:
- Single Malt Scotch Whisky, ausschließlich aus Wasser und gemälzter Gerste und ausschließlich in einer einzigen Destillerie in sogenannten Pot stills (Brennblasen, im Unterschied zu Coffey Stills) hergestellt
- Single Grain Scotch Whisky, im Unterschied zum Single Malt ist der Zusatz von anderem Getreide zum Gerstenmalz zulässig, ebenso können Coffey Stills verwendet werden
- Blended Malt Scotch Whisky, ein Verschnitt aus mindestens zwei Single Malt Scotch Whiskys aus mehr als einer Destillerie
- Blended Grain Scotch Whisky, ein Verschnitt aus mindestens zwei Single Grain Scotch Whiskys aus mehr als einer Destillerie
- Blended Scotch Whisky, ein Verschnitt aus mindestens einem Single Malt und einem oder mehreren Single Grain Scotch Whiskys.

Eine Abfüllung kann Whiskys verschiedenen Alters enthalten. Als Altersangabe darf maximal das Alter des jeweils jüngsten enthaltenen Whiskys verwendet werden. Ein wesentlicher Unterschied zur früheren Gesetzgebung ist, dass bei Grain Scotch seither ein Anteil Gerstenmalz verwendet werden muss. Vor 2009 war dies nicht erforderlich.

#### Schottische Whisky-Regionen

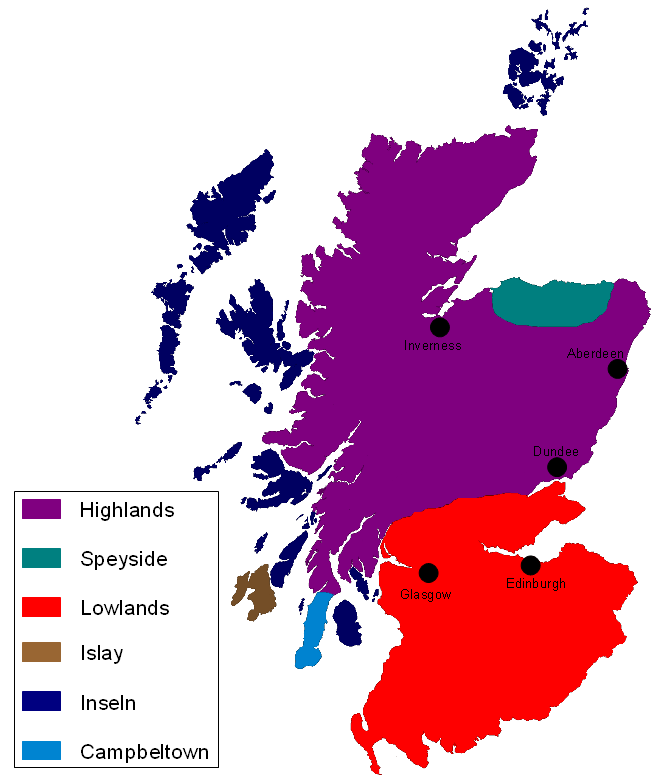
Schottische Whisky-Regionen

| Region      | Regionen- farbe | aktive Brennereien | inaktive oder geschlossene Brennereien |
| ----------- | --------------- | ------------------ | -------------------------------------- |
| Highlands   |                 | 27                 | 10                                     |
| Speyside    |                 | 55                 | 11                                     |
| Lowlands    |                 | 9                  | 9                                      |
| Islay       |                 | 9                  | 1                                      |
| Inseln      |                 | 9                  | 0                                      |
| Campbeltown |                 | 3                  | 0                                      |
| Summe       |                 | 111                | 31                                     |

##### Region Highlands
Die Region Highlands erstreckt sich nördlich der geologischen Trennlinie zwischen Stonehaven und Dumbarton. Sie wird gelegentlich weiter in die Central Highlands, die Northern Highlands, die Western Highlands und die Eastern Highlands unterteilt. Highland-Whiskys sind meist kräftig im Geschmack. Die Highlands-Whiskys sind recht unterschiedlich. Aus diesem Grund werden die Highlands nicht als eine große Region wahrgenommen, vielmehr als vier kleine, jedoch sehr ausgeprägte Gebiete. In den Highlands produziert Invergordon als einzige Grain-Brennerei.
Die Malts der nördlichen Highlands pflegen leicht kräftig zu sein. Es sind delikate Whiskys mit komplexen Aromen und einem leicht herben Abgang – manchmal würzig, manchmal mit einer Spur Salz. Fast alle Brennereien in den nördlichen Highlands liegen an der Küste. Die nördlichste ist Pulteney in Wick im äußersten Norden des schottischen Festlands. Old Pulteney produziert einen delikaten, duftenden und trockenen Whisky. In südlicher Richtung entlang der A9 folgt als nächste Brennerei Clynelish in Brora. Diese wurde neben einer älteren Brennerei im Jahr 1969 erbaut, deren Whiskys als Brora bekannt sind. Brora wird als anspruchsvoller und komplexer Whisky angesehen. Der Grund hierfür ist vielleicht die Seltenheit einer Brennereiabfüllung, da der Malt Hauptbestandteil des Blends „Johnnie Walker“ ist.
Der bekannteste der Malts aus den nördlichen Highlands ist Glenmorangie. Glenmorangie wird in Tain am Meeresarm Cromarty Firth hergestellt und ist der beliebteste Malt in Schottland. In den 1990er Jahren hat Glenmorangie den Weg für den oft kopierten Prozess der Holzveredlung bereitet. Ein weiterer bekannter Whisky aus den nördlichen Highlands ist The Dalmore.
In den östlichen Highlands werden einige Whiskys produziert, die mit denen aus der Region Speyside verwechselt werden können. Im Norden der Region, nahe der südlichen Grenze der Speyside-Region, lassen sich milde Whiskys finden, teilweise mit etwas Rauch oder malzig-süß. Solche Whiskys sind Macduff, Ardmore, Glen Garioch und Knockdhu – letzterer auch als An Cnoc bekannt.
Weiter im Süden befinden sich Fettercairn und Glencadam in Brechin. Dort wird ein unüblich cremiger und fruchtiger Malt hergestellt. Das Gebiet zwischen Moray und Tay beherbergt zwei bemerkenswerte Brennereien – Royal Lochnagar und Glendronach. Ersterer ist ein milder und reichhaltiger Whisky. Er wird im Schatten des gleichnamigen Berges in einer 1825 eröffneten Brennerei hergestellt. Zweiterer wird häufig in Sherryfässern gelagert.
In den westlichen Highlands existieren zwei Brennereien, Oban und Ben Nevis. Oban ist die Hauptstadt der westlichen Highlands mit einem geschützten Hafen. Der Malt hat einen salzigen Charakter mit einem Hintergrund aus Heidekraut und Torf. Die benutzten Brennblasen sind mit die kleinsten in Schottland. Durch die ungewöhnliche Position der Spiralröhren sind die Ausmaße der Anlage beengt. Die kurzen Arme sind unterhalb des Daches der Brennerei und einem Nebengebäude eingebettet.
Die Malts aus den zentralen Highlands sind als Perthshire-Whiskys bekannt. Die meisten können entlang den Tälern des Tay und seinen Nebenflüssen gefunden werden. Die am nördlichsten gelegene Brennerei der zentralen Highlands ist Dalwhinnie, die nahe der Grenze zur Speyside liegt. Dalwhinnie liegt an der obersten Kopfseite des Flusses, rund 70 Kilometer vom Grantown-on-Spey entfernt.
Die Brennereien Blair Athol und Edradour befinden sich beide in der Nähe von Pitlochry. Erstere wurde im letzten Jahrzehnt des 18. Jahrhunderts gebaut und wurde im Jahr 1949 grundlegend neu aufgebaut. Edradour ist die derzeit kleinste Brennerei in Schottland – aus den Tagen der „Farm Distilleries“ – produziert einen reinen und frischen Whisky.
Wiederum etwas südlicher liegt die Aberfeldy-Brennerei am Rande der gleichnamigen Stadt. Glenturret in Crieff erhebt den Anspruch, die älteste Brennerei zu sein, obgleich sie bereits in den 1920ern abgebaut und neu errichtet wurde. Die Whiskys der zentralen Highlands sind sehr vielschichtig.

##### Region Speyside
Unter der Region wird ein Gebiet entlang des Flusses Spey im Verwaltungsbezirk Moray (den ehemaligen Grafschaften Morayshire und Banffshire) verstanden. Die Region Speyside ist die angestammte Heimat der Whiskyproduktion in Schottland und seiner bekannten Whiskys. Auf der ganzen Welt verkörpern The Glenlivet, The Macallan, Glenfiddich, Glenrothes und Glenfarclas diesen Whisky. Die Whiskyzentren in der Region Speyside sind Rothes und Dufftown.
In der Region Speyside findet die Hauptproduktion von Whisky statt: Hier befinden sich 48 produzierende Brennereien – fast die Hälfte der Anzahl des gesamten Landes. Speyside Whiskys werden vor allem als rund und fein beschrieben und werden in der Regel wenig bis gar nicht getorft. Typische Speyside Whiskys sind daher nicht sehr rauchig. Eine Anzahl der besten Malts wird ausschließlich für Blends verwendet. Malts wie Mortlach, Glen Elgin, Strathmill, Glen Grant und Benrinnes sind als Brennereiabfüllungen selten.

##### Region Lowlands
Lowland-Whiskys kommen aus dem Gebiet nördlich der englischen Grenze und südlich der gedachten Linie zwischen Greenock im Westen und Dundee im Osten. Da der Whisky wenig bis gar keinen Torf enthält, ist sein Charakter leichter als der anderer Regionen. Daher diente er traditionell als Grundlage in einer Vielzahl von Blends. Im späten 19. Jahrhundert wurde die gesamte Produktion der Lowland-Brennereien für Blends verwendet. Noch befinden sich die größten Whiskyproduzenten in den Lowlands. Zu den größten gehören die Brennereien Cameronbridge, North British und Strathclyde, die ausschließlich Grain-Whisky herstellen. Mit Dundashill befand sich die größte Malt-Whisky-Brennerei der zweiten Hälfte des 19. Jahrhunderts in der Region Lowlands.
Typisch für Lowland-Whiskys ist ihr relativ milder Charakter sowie das Herstellungsverfahren der Dreifachdestillation. Die steigende Beliebtheit und Marktmacht der Highland- und Speyside-Brennereien bewirkten jedoch eine sinkende Beliebtheit der Lowland-Produzenten. Dieser Entwicklung geschuldet, produzieren nur noch drei Lowland-Brennereien Single-Malt-Whisky. Zwei größere sind Auchentoshan und Glenkinchie. Die Auchentoshan-Brennerei befindet sich am Nordrand von Glasgow und wurde 1823 gegründet. Dieser Whisky ist leicht, hat eine grasige und zitrusartige Nase, mit einem klaren trockenen Abgang. Die Glenkinchie-Brennerei befindet sich in Pencaitland, außerhalb von Edinburgh. Die dritte und kleinste der verbliebenen Lowland-Destillerien ist Bladnoch, welche gleichzeitig die südlichste aller schottischen Maltdestillerien ist.
Als seltene Sammlerstücke kursieren noch Reste der Abfüllungen von einigen nicht mehr existierenden Brennereien: Rosebank galt im Allgemeinen als der beste Lowland-Malt, von ihm erscheinen noch sehr selten Abfüllungen alter Jahrgänge auf dem Markt. Die Destillerie wurde 1993 wegen Unwirtschaftlichkeit geschlossen. Ferner gab es St. Magdalene aus Linlithgow, Littlemill aus Bowling, West Dunbartonshire und Kinclaith aus Glasgow. Ladyburn war eine Maltdestillerie, welche innerhalb der Getreide-Brennerei von William Grant in Girvan an der Ayrshire-Küste beheimatet war, und unter dem Namen Inverleven gab es einen Single Malt, der im früheren Stammsitz von Ballantine’s in Dumbarton destilliert wurde.

##### Region Islay
Whiskys von der Insel Islay [ˈaɪlə] (Innere Hebriden) werden in der Regel als „besonders kräftig“ und „stark“ bezeichnet – unabhängig davon, ob sie Rauch- bzw. Torfaromen aufweisen, wobei Torfrauch ein typisches Kennzeichen vieler Islay Malts ist. Islay liegt in der Council Area Argyll and Bute westlich der Insel Jura und rund 25 Meilen nördlich der irischen Küste, die an klaren Tagen zu sehen ist. Die Region stellt die wohl wichtigsten 200 Quadratmeilen in der Whisky-Welt dar, der Ruhm kommt von den acht Brennereien, die derzeit in Produktion sind, und den ausgedehnten Torfvorkommen der Insel.
Die Brennereien sind: Ardbeg, Ardnahoe, Bowmore, Bruichladdich, Bunnahabhain, Caol Ila, Kilchoman, Lagavulin und Laphroaig. Die von Bruichladdich für 2016 angekündigte Wiedereröffnung der Brennerei Port Charlotte auf dem Gelände der ehemaligen Lochindaal-Brennerei wurde auf unbestimmte Zeit verschoben.
Die Whiskys lassen sich nach der Menge Torf unterscheiden, die sie verwenden. Die kräftigsten Whiskys (von Bruichladdichs eher ungewöhnlichem Octomore abgesehen) werden von Ardbeg, Lagavulin und Laphroaig hergestellt. Im Mittelfeld bewegen sich Bowmore und Caol Ila. Die Whiskys, die von Bruichladdich und Bunnahabhain hergestellt werden, sind gemessen am Torfgehalt die leichtesten. Beurteilt man den New Spirit von Kilchoman, wird dieser allerdings sehr kräftig werden, wenn er die Marktreife erreicht hat. In der Vergangenheit waren folgende Brennereien tätig: Port Ellen wurde 1983 geschlossen, Lochindaal in Port Charlotte schloss bereits 1929. Die Gebäude von Port Ellen sind allerdings noch in Betrieb, dort wird die Gerste für die Brennereien der Insel gemälzt. Die Lagerhäuser der ehemaligen Brennerei in Port Charlotte wurden im Mai 2001 von Bruichladdich reaktiviert.

##### Region Inseln
Nach offizieller Regelung durch britische Gesetzgebung bilden die Inseln keine eigene Whiskyregion, sondern werden den Highlands zugeordnet. Zur besseren Unterscheidung erfolgt aber immer wieder auch die Regionsbezeichnung "Inseln", zum Beispiel in Whiskyshops. Diese Region besteht aus den sechs Inseln bzw. Inselgruppen Orkney, Skye, Mull, Jura, Arran und Lewis. Sie haben keinen einheitlichen Charakter. Nur der leichte Salzgeschmack auf Grund der Seeluft ist den Insel-Whiskys gemein.
Orkney ist der einzige Teil Schottlands mit durchgängiger 500-jähriger Autonomie. 70 kleinere Inseln liegen nördlich der Küste Schottlands. Dort ist der nördlichste Whiskyaußenposten der Welt zu finden. Zwei Brennereien konkurrieren darum, die nördlichste Brennerei zu sein: Highland Park und Scapa. Mit etwa 300 Metern nördlicher trifft das auf Highland Park zu. Bei Blindtastings wird Whisky von Highland Park oftmals mit Bestnoten bedacht und als sehr ausgewogen bezeichnet. Whiskys von Orkney sind gleichermaßen bei Liebhabern der Speyside-Whiskys wie bei denen der Islay-Whiskys beliebt, da sowohl eine leichte Süße als auch Torfigkeit vorhanden ist. Scapa wurde 1885 eröffnet. Die Brennerei verwendet zwei Brennblasen, eine ist auf das Jahr 1978 datiert, die andere entspricht dem Lomond-Typ – sie erlaubt die Produktion verschiedenartiger Whiskys –, ein seltenes Detail. Sie hat einen kurzen, untersetzten Deckel anstatt der gestreckten, konischen Deckel, die üblicherweise in Schottland verwendet werden.
Die Insel Skye beheimatete bis 2017 nur eine einzige Brennerei. Die Talisker-Brennerei stellt einen starken, aromatischen Whisky mit leichtem Rauch und deutlichen Gewürznoten (Pfeffer) her. Talisker wurde 1831 gebaut und nach dem Talisker House benannt, welches traditionell der Sitz des ältesten Sohnes des Macleod-Clans war. Die Brennblasen sind zwiebelförmige Kessel, die stark Hitze abstrahlen. Die sich stark verjüngenden schwanenhalsartigen Enden der Kessel leiten den Dampf aus dem Brennraum heraus, wo er gekühlt kondensieren kann. Es gibt fünf Brennblasen bei Talisker, zwei große für die ersten Destillate und drei kleinere für den Endlauf. Ihre präzise Größe und Form – der Winkel der Lage der Schwanenhälse – sind entscheidend für den Produktionsprozess des Whiskys mit dem charakteristischen Geschmack von Talisker. Seit 2017 gibt es im Süden der Insel eine zweite Brennerei, die Torabhaig-Destillerie.
Die Insel Jura liegt zwischen Islay und dem schottischen Festland, ist 367 Quadratkilometer groß und beherbergt nur 180 Einwohner. Das Dorf Craighouse an der Ostküste ist die Heimat der Brennerei, des einzigen Inselhotels, eines kleinen Ladens und der einzigen Kirche. Die Brennerei der Isle Of Jura ist der größte Arbeitgeber der Insel und produziert eine Reihe ausgezeichneter Drams.
Mull ist die zweitgrößte Insel der Inneren Hebriden. Die Inselhauptstadt Tobermory beheimatet die gleichnamige Brennerei. Neben Springbank produziert Tobermory ebenfalls mehrere Whiskymarken. Ledaig ist rauchig, am ehesten vergleichbar mit den torf-rauchigen Whiskys von Islay. Ledaig trägt die deutliche Handschrift der Manzanilla-Weinfässer und schmeckt leicht salzig. Tobermory selber ist ein ungetorfter Malt, fruchtig und gelegentlich leicht honigartig im Geschmack.
Die Insel Arran hat eine lange Tradition im Brennen. Zusätzlich zu den vielen illegalen Brennereien der Insel gab es drei zugelassene Brennereien; die letzte schloss 1835. Nach 150 Jahren wurde die örtliche Whiskyindustrie jedoch wiedergeboren. In Lochranza eröffnete die Arran-Brennerei im Jahre 1995. Arran-Whisky ist trocken und leicht, mit Spuren von Vanille und Früchten.
Auf den Äußeren Hebriden wurde 2008 die Abhainn Dearg Distillery (schottisch-gälisch für „Roter Fluss“) gegründet, die sich in der Nähe von Carnish auf der Insel Lewis befindet und 2011 ihren ersten Whisky vorstellte. Sie blieb bis 2015 die einzige Whiskybrennerei, als zusätzlich die Isle of Harris Distillery in Tarbert auf Harris entstand, die seit kurzem "The Hearach" vertreibt.

##### Region Campbeltown
Campbeltown ist eine Kleinstadt am Ende der Halbinsel Kintyre. In der Mitte des 19. Jahrhunderts war sie das Zentrum der Whiskyherstellung. In der Hochphase hatte die Stadt 34 Brennereien, weshalb sie sich selbst als Whiskyhauptstadt der Welt bezeichnet. Heutzutage gibt es nur noch drei Brennereien in Campbeltown, das sind Glen Scotia, Springbank und Glengyle. Von diesen ist Springbank bei weitem die erfolgreichste. Die Brennerei produziert drei unterschiedliche Whiskys – andere Brennereien, die mehr als einen Whisky produzieren sind z. B. Bruichladdich (Port Charlotte und Octomore), Edradour (Ballechin), Loch Lomond (Inchmurrin u. a.), Tobermory (Ledaig), Tomatin (Cù Bòcan) und Tomintoul (Old Ballantruan). Springbank produziert seine Whiskys nicht kühlgefiltert und ohne Farbzusätze – anders als die meisten anderen Marken.
Das Destillat altert in ehemaligen Bourbon- oder Sherryfässern, obgleich Springbank auch mit Rumfässern experimentiert. Die zehnjährige Standardabfüllung verfügt über 46 Vol.-%, aber auch eine Abfüllung mit 57 Vol.-% (100° Proof) ist erhältlich. Longrow Single Malt ist ein sehr stark getorfter Whisky. Die Standardabfüllung von Longrow ist ein zehnjähriger Whisky, der in Ex-Bourbonfässern gealtert ist, während auch eine zehnjährige Variante aus einem Sherryfass abgefüllt wird. Es ist auch eine experimentelle Abfüllung aus einem Tokajifass erhältlich. Hazelburn Single Malt, die neueste Variante, wurde erstmals im Jahr 1997 hergestellt. Hazelburn ist ein dreifach destillierter, ungetorfter Whisky. Springbank ist eine der wenigen Brennereien in Schottland, die jeden Schritt in der Whiskyherstellung selbst durchführt, vom Mälzen der Gerste bis zur Abfüllung der Flaschen.
Einige hundert Meter entfernt von der Springbank-Brennerei, eine kleine Straße entlang, steht die Glengyle-Brennerei. In den frühen Jahren des neuen Jahrtausends wurde die Firma Mitchell’s Glengyle Ltd. gegründet, um die Glengyle-Brennerei zu renovieren und wieder aufzubauen. Über die nächsten vier Jahre wurden die Gebäude, unter Berücksichtigung des Denkmalschutzes und der örtlichen Gegebenheiten, auf einen neuen Standard gebracht. Zwei Brennblasen aus Invergordon, Malzmühlen, Misch- und Gärbottiche wurden mit den sonstigen benötigten Anlagen installiert. Die Produktion in der neuen Glengyle Brennerei begann im Jahr 2004. Der Whisky ist seit 2009 erhältlich. Der Whisky aus der neuen Glengyle-Brennerei wird unter dem Namen Kilkerran abgefüllt. Dieses geschieht aus zwei Gründen: zum einen um die Verwechslung mit einem gleichnamigen Vatted Malt zu vermeiden, zum anderen, da Whiskys aus Campbeltown traditionell nicht nach einem Glen benannt werden.
Die Ausnahme dieser Regel ist Glen Scotia. Glen Scotia war über einige Phasen des letzten Jahrhunderts stillgelegt worden, vor allem in den 1980er Jahren. Die Brennerei wurde mit neuen Anlagen wiedereröffnet und ist für Besucher zugänglich. Die Brennerei hatte im 19. Jahrhundert eine sehr stabile Existenz. Von 1832 bis 1895 hatte die ursprüngliche Originallizenz ihre Gültigkeit, dann wechselten die Eigentümer zweimal, bevor sie in den 1920ern stillgelegt wurde. Für eine Weile gehörte die Brennerei den Eigentümern der Scapa-Brennerei von Orkney, vom anderen Ende des Landes und der Firma Gibson International, bis die Produktion 1994 wiederum eingestellt wurde. Neue Eigentümerin wurde die Loch Lomond Destillery Co. Ltd. Die Gebäude inklusive der Malzspeicher und Getreidescheunen sind aus der viktorianischen Zeit und das Brennereigebäude ist im Originalzustand erhalten. Es werden zwei der vormals drei einzelnen Brennblasen genutzt. Das Wasser kommt sowohl vom Crosshill Loch als auch aus dem über 25 Meter tiefen brennereieigenen Brunnen.

#### Wirtschaftsfaktor Whisky
In Großbritannien arbeiteten im Jahr 2012 insgesamt 8863 Menschen in der Whiskyindustrie, dazu kommen noch ca. 57.000 Menschen in der unmittelbar abhängigen Zulieferindustrie. 1984 wurden noch rund 253 Millionen LPA (litres of pure alcohol, deutsch: Liter reiner Alkohol) Whisky produziert, 2011 waren es schon rund 517 Millionen LPA Whisky. 2012 wurden über 335 Millionen LPA Whisky exportiert, das entspricht einem Umsatz von etwa 4,27 Milliarden englischen Pfund. Der Umsatz der einzelnen Whiskys verteilt sich zu ca. 18,2 % auf Single-Malt-Whisky, ca. 3 % restliche Malt-Whiskys, ca. 0,5 % auf Grain Whisky und ca. 78,8 % auf Blended Whisky.

#### Produkte und Vermarktung

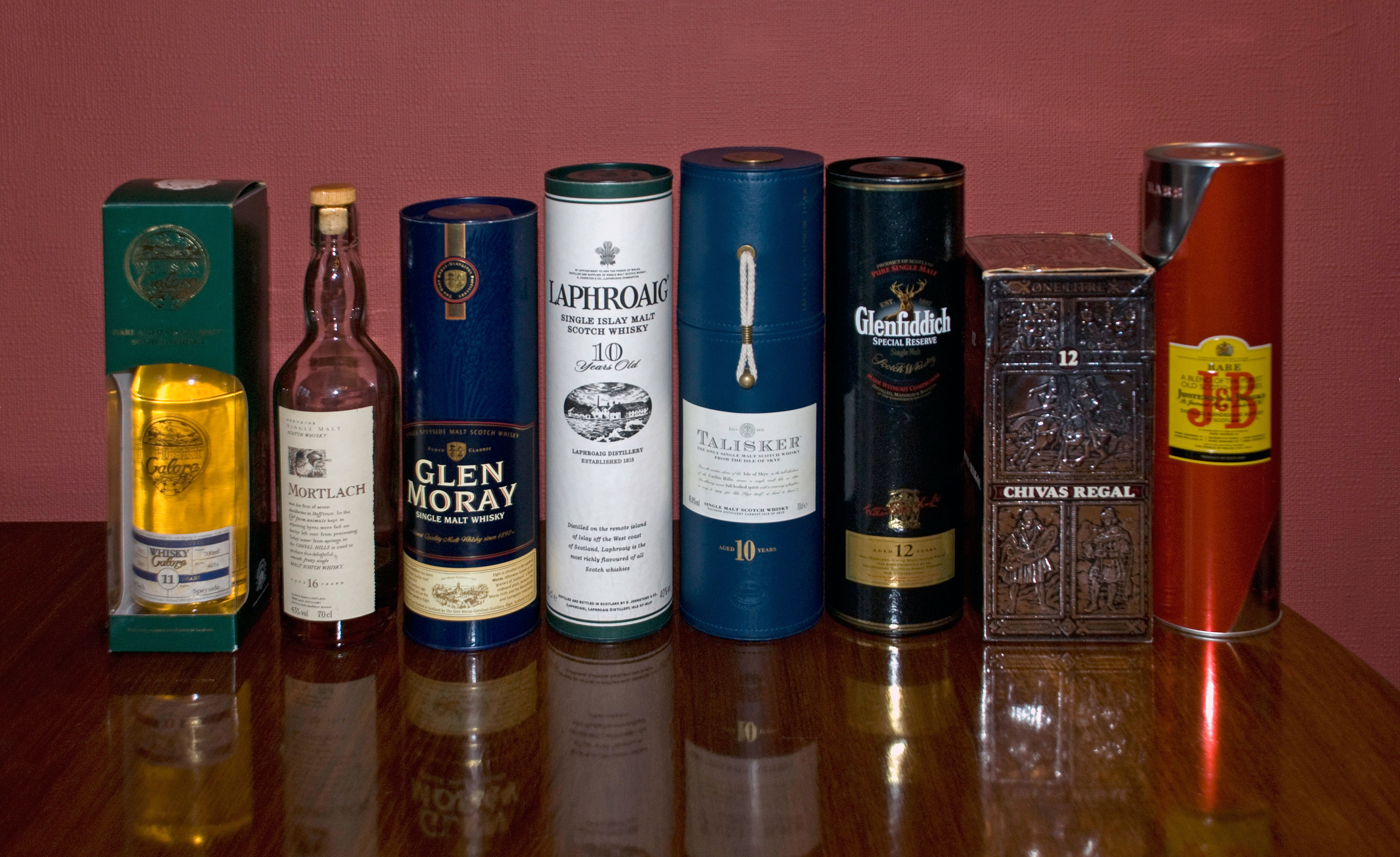
Eine Auswahl verschiedener schottischer Whiskys

Schottland exportiert jährlich über 347 Millionen Liter Whisky – hauptsächlich in die USA, nach Frankreich, Spanien und Japan. Der Hauptanteil entfällt dabei auf Blended Whiskys. Seit einigen Jahren sind die Single Malts auf dem Vormarsch und haben inzwischen einen Marktanteil über 10 % erreicht – aufgrund der im Vergleich mit Blended Whiskys höheren Preise sorgen sie für gut 20 % Umsatz der schottischen Whiskyindustrie.
Der Konzern United Distillers (Diageo) hat als Marketing-Strategie entsprechend der verschiedenen Regionen seit 1987 sechs sogenannte Classic Malts im Programm. Im Jahre 2005 wurde die Serie in Classic Malts Selection umbenannt und auf elf Whiskys erweitert. Insgesamt betreibt die Gesellschaft 37 aktive oder inaktive Brennereien. Diese Art der Vermarktung ist wirtschaftlich sehr erfolgreich, die Classic Malts gehören zu den erfolgreichsten Single Malts überhaupt.
Neben den Eigentümerfirmen der Brennereien bringen auch unabhängige Abfüller Whisky auf den Markt. Dazu kaufen sie bei den Herstellern Whisky fassweise ein und verkaufen sie abgefüllt unter eigenem Etikett. Bekannt sind die Händlerabfüllungen von Adelphi, Berry Brothers & Rudd, John Milroy, Gordon & MacPhail, Signatory oder von Cadenhead und anderen. Aber auch die Besitzer der Brennereien, große Spirituosenkonzerne, bringen neben ihren Standard-Abfüllungen eigene Serien ausgewählter Jahrgänge und Brennereien auf den Markt. Bekannt sind hier beispielsweise die Flora & Fauna-Serie oder die Rare Malt Series von United Distillers (Diageo).

##### Grain Whisky
Grain Whisky wird aus einem kleinen Teil gemälzter Gerste und anderen, ungemälzten Getreiden (neben Gerste unter anderem Weizen, Mais, auch Hafer oder Roggen) hergestellt. Der Malzanteil liefert hierbei die Gärung unterstützende Enzyme. Im Unterschied zu Malt Whiskys werden Grains im Patent-Still-Verfahren gebrannt. So kann schneller eine größere Menge Destillat erzeugt werden. Schottische Grain Whiskys werden fast ausschließlich zum Mischen verwendet. Sie bilden die Basis der Blended Whiskys. Abfüllungen reinen Grain Whiskys als Single Grain Whisky sind erhältlich, bilden jedoch ein Nischenprodukt. Die sieben aktiven Grain-Brennereien in Schottland sind nach der Kapazität geordnet North British, Strathclyde und Invergordon, Cameronbridge, Starlaw, Girvan und Loch Lomond.

##### Blended Whisky
Ein Blended Whisky, kurz auch Blend, ist eine Mischung (Verschnitt) aus verschiedenen Whiskys, entweder ausschließlich aus Malt Whiskys oder gemischt aus Malt und Grain Whiskys. Ein Blend kann Whiskys aus über 50 verschiedenen Brennereien enthalten. Häufig werden für Premium-Blends auch reifere und damit deutlich ältere Whiskys verwendet. Hauptgrund für die Herstellung von Blends ist, einen Whisky herzustellen, der einen gleichbleibenden ausgeprägten Charakter besitzt.

##### Single Malt Scotch Whisky
Der schottische Whisky untergliedert sich in den Vatted Malt Whisky (heute offiziell Blended Malt Whisky genannt), dessen Destillate aus mehreren Brennereien stammen, und den Straight Malt Whisky, dessen Destillate aus nur einer Brennerei stammen.
Der Straight Malt Whisky unterteilt sich in
- Single Malt (ausschließlich aus den Produkten einer Destillerie)
- Single Single Malt (aus einem Brenndurchlauf)
- Pure Single Malt (ein Destillat, mehrere Fässer)
- Single Cask Malt (eine stark limitierte Abfüllung aus einem Fass) – die Flaschen sind oft einzeln nummeriert.

Destillate aus Malz (gemälzter Gerste) sind die Grundlage schottischen Malt-Whiskys. Die gekeimte Gerste (Green Malt) wird in einem speziellen Trockenofen (Kiln) getrocknet. Für rauchige Whiskys wird beim Mälzen der spätere Rauchgehalt des Malts durch Verwendung von mehr oder weniger Torfanteil bei der Trocknung (dem Darren) eingestellt. Die Stärke der Rauchigkeit wird hierbei in „parts per million“ (ppm) Phenolgehalt angegeben. Hohe Mengen Phenol haben beispielsweise Whiskys wie Lagavulin (ca. 30 ppm) oder Laphroaig (über 30 ppm). Die am stärksten getorften Whiskys erreichen sogar einen Gehalt von 100 ppm und mehr (wie beim Ardbeg Supernova mit 100 ppm oder der aus der Bruichladdich-Brennerei stammende „Octomore 8.3 Masterclass“ mit 309 ppm). Die rauchintensivsten Whiskys stammen meist von der Insel Islay. Die Mehrzahl der schottischen Whiskys, vor allem aus der Region Speyside, werden allerdings mit ungetorftem Malz hergestellt.
Die Reifezeit eines Malt-Whiskys ist stark abhängig von den Umgebungsbedingungen (Region und Klima). Der Reifeprozess beginnt zunächst mit einem Übergewicht der subtraktiven Reife, bei der dem Destillat die aggressiven Anteile vom Brennprozess verloren gehen. Gegen Ende der Reifezeit überwiegt die additive Reife, bei der der Whisky dem Fass Aromen entzieht. Der subtraktive Reifeprozess klingt nach etwa 7 bis 8 Jahren ab. Bei älteren Abfüllungen überwiegt zunehmend der Fasscharakter.
Je nach Brennerei hat ein Whisky nach unterschiedlich vielen Jahren das Optimum an Balance zwischen Destillerie-Charakter und Einfluss der Reifung erreicht. Bei der Mehrzahl der Brände liegt diese Zeit zwischen 12 und 15 Jahren. Sehr alte Whiskys sind zwar oft besonders rund, weich und voll, dies jedoch oft auf Kosten der Individualität, da die Fassnote zunehmend dominiert. Die verbreitete Annahme, Whisky sei besser, je älter er ist, gilt geschmacklich nur mit Einschränkungen.

### Irischer Whiskey (Irish Whiskey)

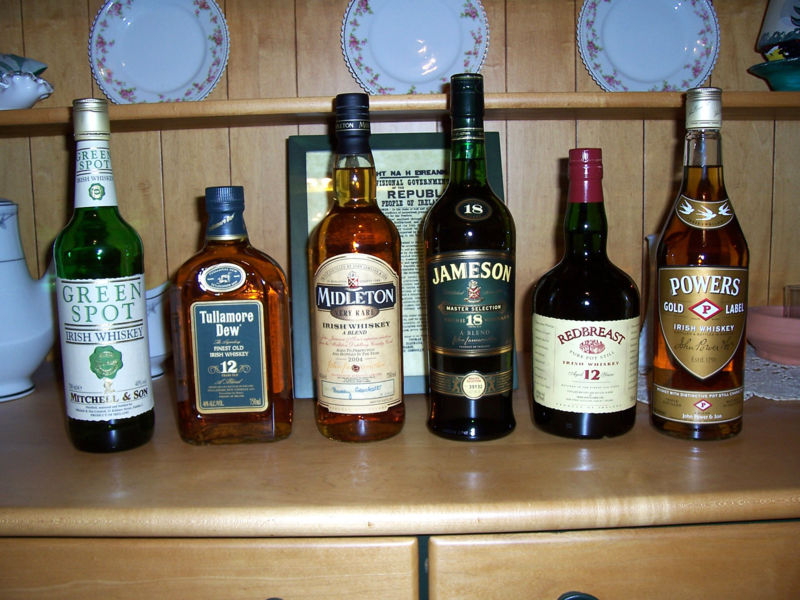
Verschiedene irische Whiskeys

Irischer Whiskey unterteilt sich, wird aber in Irland nicht so etikettiert, in:
- Grain Whiskey: wird fast ausschließlich zum Mischen verwendet
- Blended Whiskey: wird zu einem Markenprodukt mit immer gleichem Geschmack gemischt
- Malt Whiskey: ungemischtes Produkt

Merkmale:
- Das Malz wird nicht über Torffeuer gedarrt (Ausnahme: Connemara Whiskey), dadurch milderer Geschmack.
- Es wird kein Mais verwendet, dafür Gerste und Hafer.
- Die Lagerzeit in Eichenfässern beträgt mindestens drei Jahre und einen Tag.
- Er wird je nach Destillerie zwei- bis dreimal destilliert (patent-still-Verfahren).
- Er wird als Blended oder Malt Irish Whiskey angeboten.
- Die Herstellung von Blended und Malt Whiskeys erfolgt wie bei schottischem Whisky.
- Es werden Single Malts (aus reinem Gerstenmalz) und Pot Still Malts (aus gemälzter und ungemälzter Gerste) hergestellt.

Verschiedene Einflüsse haben in der Vergangenheit zu einer sehr starken Konzentration der Whiskeyproduktion auf der gesamten irischen Insel geführt. Gegenwärtig gibt es eine nennenswerte Produktion der fast einhundert verschiedenen Sorten nur noch an fünf Standorten. Die als Irish Distillers 1966 aus dem Zusammenschluss von Jameson, Power, Cork Distilleries und Tullamore hervorgegangene Irish Distillers Group, die seit 1987 zur französischen Pernod-Ricard-Gruppe gehört, produziert in einer modernen industriellen Anlage in Midleton, County Cork, im Süden der Republik. Hier werden die diversen John-Jameson-Whiskeys seit 1843 hergestellt, auch die Marke Paddy und verschiedene kleinere Marken für den irischen Markt wie John Power sowie, für William Grant & Sons, der vor allem in Deutschland und Dänemark bekannte Tullamore Dew.
County Antrim in Nordirland ist der Standort der bekannten Old-Bushmills-Brennerei, die 1784 gegründet wurde und sich seit 2015 im Besitz der Brennereigruppe Casa Cuervo befindet.
Eine Sonderrolle nahm die erst 1987 von John Teeling gegründete, innovative und bis Dezember 2011 einzige unabhängige Cooley Distillery im Dundalker Ortsteil Riverstown nahe Nordirland ein, in der Kilbeggan, Lockes, Connemara und Tyrconnell hergestellt werden. Den Status der ältesten Whiskey-Destillerie Irlands hat Bushmills an die Kilbeggan Distillery verloren. Die 1757 gegründete Destillerie hat am 19. März 2007, 250 Jahre nach der Eröffnung, den Betrieb wieder aufgenommen. Im Dezember 2011 wurde die Cooley Distillery von Jim Beam für 95 Mio. US-$ gekauft. Kurz darauf kauften die Familie Teeling (John Teeling und seine beiden Söhne), Jim Finn und David Hynes die Great Northern Brewery von Diageo und bauten sie zu einer Destillerie um, die im Jahr 2015 eröffnet wurde. Die alten Braukessel wurden zu Pot Stills umgebaut und zusätzlich wurden noch Column Stills installiert, um Grain Whisky brennen zu können. Aktuell (2017) hat die Destillerie eine Kapazität von 5 Mio. Litern Alkohol aus den Pot Stills und 10 Mio. Litern Alkohol aus den Column Stills.
Seit Dezember 2012 wird auch in der Dingle Distillery im Westen Irlands wieder destilliert. Den ersten Dingle-Whiskey gab es 2016 nach vier Jahren Reifezeit. Dublin hat seit dem Jahr 2015 nach 125 Jahren Abstinenz ebenfalls erstmals wieder eine eigene Whiskey-Destillerie. In der Teeling Distillery wird der Old Spirit of Dublin hergestellt.
An irischem Whiskey interessierte Besucher können die Old-Jameson-Schaudestillerien in Midleton und seit 1997 im Stadtzentrum von Dublin, Smithfield Village, Bow Street besichtigen. Daneben kann auch Lockes Distillery in Kilbeggan besucht werden. In der 1953 stillgelegten Destillerie werden die historischen Anlagen gezeigt und Informationen zur Geschichte des Whiskeys gegeben.
Da das Malz nicht mit Rauch in Kontakt kommt, schmeckt irischer Whiskey milder (fast süß) als die meisten schottischen Whiskys. Pot-Still-Brennblasen sind in Irland (irischer Pot-Still-Whiskey) um ein Vielfaches größer als die in Schottland (schottischer Malt-Whisky). Vergleichbar große Brennblasen in Schottland werden nur zur Herstellung des schottischen Grain-Whiskys genutzt.
Die meisten irischen Whiskeys sind blends, jedoch werden in letzter Zeit auch verstärkt Single Malts angeboten. Als weitere Qualitätsbezeichnungen findet man Single Pot Still (bis 2010/2011 Pure Pot Still), was bedeutet, dass bei der Herstellung eine Mischung aus gemälzter und ungemälzter Gerste verwendet wird, wobei der Anteil an ungemälzter Gerste höher ist. Das Verfahren zur Herstellung ist jedoch identisch mit dem des irischen Malt Whiskeys.
Das Verschneiden (englisch blending) irischer Whiskeys unterscheidet sich gegenüber dem schottischen Whisky dadurch, dass vor allem durch die Kombination verschiedener Reifeprozesse in verschiedenartigen Fasstypen (Sherry-, Bourbon-, Portweinfässer) der Geschmack beeinflusst wird. Daher spricht man in Irland auch vom Vatting (von englisch vat „Mischfass“).

### Amerikanischer Whiskey (USA)

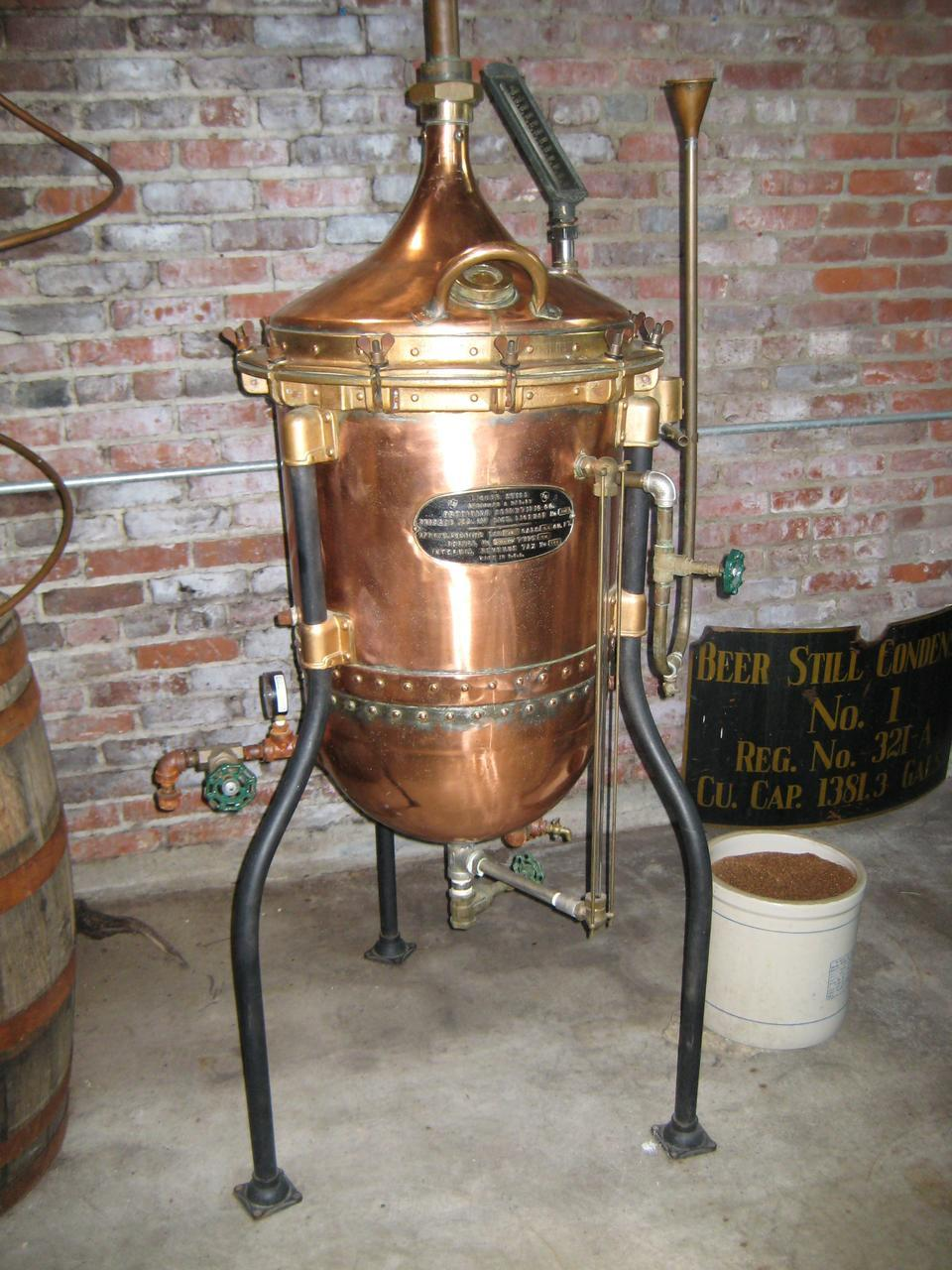
Kleinere Destillerie in Kentucky

Alle Whiskeys aus den USA werden unter dem Sammelbegriff „Amerikanischer Whiskey“ zusammengefasst. Dieser kann aus Mais (Corn), Roggen (Rye), Gerste (Barley) oder seltener Weizen (Wheat) hergestellt werden. Die Zusammenstellung der Getreidesorten unterscheidet sich regional gemäß den Standards of Identity for Distilled Spirits, Title 27 Code of Federal Regulations, Pt. 5.22(1)(iii)
Die Whiskeyproduktion wird in den USA von etwa einem Dutzend großer Brennereien dominiert, so dass fast jeder verkaufte Whiskey aus jeweils einer einzigen Brennerei kommt und somit Blended Whiskey als Mischung des Whiskeys mehrerer Brennereien fast nicht vorkommt. Als Unterscheidungsmerkmale haben sich die – gesetzlich nicht definierten – Bezeichnungen Single Barrel für Whiskey aus einem einzigen Fass und Small Batch für Whiskey aus einer relativ kleinen Menge von Fässern eingebürgert. In den Jahren seit 2010 entwickelten sich neben den großen Brennereien, die fast ausschließlich in Kentucky und Tennessee sitzen, auch wieder mehrere Hundert Mikrodestillerien in allen Landesteilen.
In den Vereinigten Staaten werden zudem diverse Getränke als Whiskey verkauft, die nicht unter die Europäischen Bestimmungen fallen: White Dog/Legal Moonshine/Mash Whiskey ist klarer Whiskey, der nach dem Brand nur wenige Wochen oder Monate gelagert wird. Blended Whiskey darf bis zu 80 % anderen Alkohol (in der Praxis meist Wodka oder Neutralalkohol) enthalten, Spirit Whiskey darf bis zu 95 % anderen Alkohol enthalten.

#### American Straight Whiskey
Ein Straight Whiskey (ein aus einer einzigen Destillerie stammender Whiskey) muss mindestens zwei Jahre in Fässern aus frischer Eiche gelagert sein. Je nach verwendetem Rohstoff wird er unterteilt in
- Rye Whiskey

Rye Whiskey oder einfach nur Rye ist ein Whiskey, dessen Maische mindestens 51 % Roggen enthalten muss. Er war der ursprüngliche Whiskey in ganz Nordamerika. Erst zum Ende der Prohibition wurde er von Bourbon und Tennessee Whiskey an Popularität überholt. Beliebt ist er aufgrund des herberen Geschmacks als Zutat für Cocktails.
- Bourbon Whiskey

Bourbon ist ein Whiskey, der aus mindestens 51 % und höchstens 80 % Mais hergestellt werden muss, bevorzugt wird ein Maisanteil in der Maische von etwa 65 bis 75 %. Um als Straight Bourbon verkauft zu werden, gibt es eine gesetzlich vorgeschriebene Lagerzeit von zwei Jahren, die in neuen, innen angekohlten Weißeichenfässern absolviert werden muss. Bourbon Whiskey erreicht aufgrund des frischen Holzes der Fässer und der klimatischen Verhältnisse seiner Herstellungsregion seine Reife schon nach wenigen Jahren. Ergänzt wird der Mais in der Getreidemischung mit Roggen oder seltener mit Weizen.
- Tennessee Whiskey

Dieser Bourbon wird im US-Bundesstaat Tennessee hergestellt und vor der Fasslagerung über Holzkohle gefiltert, was ihn sehr mild macht. Dieses Verfahren wird charcoal mellowing, leaching oder Lincoln County Process genannt.
- Corn Whiskey

Corn Whiskey ist Maiswhiskey (corn = Mais) mit mindestens 80 % Maisanteil. Der Whiskey darf max. bis 80 % ausdestilliert werden. Dieser muss nicht in Fässern gelagert werden. z. B. White Dog

#### American Blended Whiskey
Verschnitt aus Mais- und Roggenwhiskeys mit Grain Spirit. Geringe Verbreitung.

#### Blended Straight Whiskey
Ein Blended Straight Whiskey entsteht durch Vermischung mehrere Straight Whiskeys. Wird zusätzlich neutraler Alkohol hinzugefügt spricht man von einem Blended Whiskey.

### Kanadischer Whisky (Canadian Whisky)

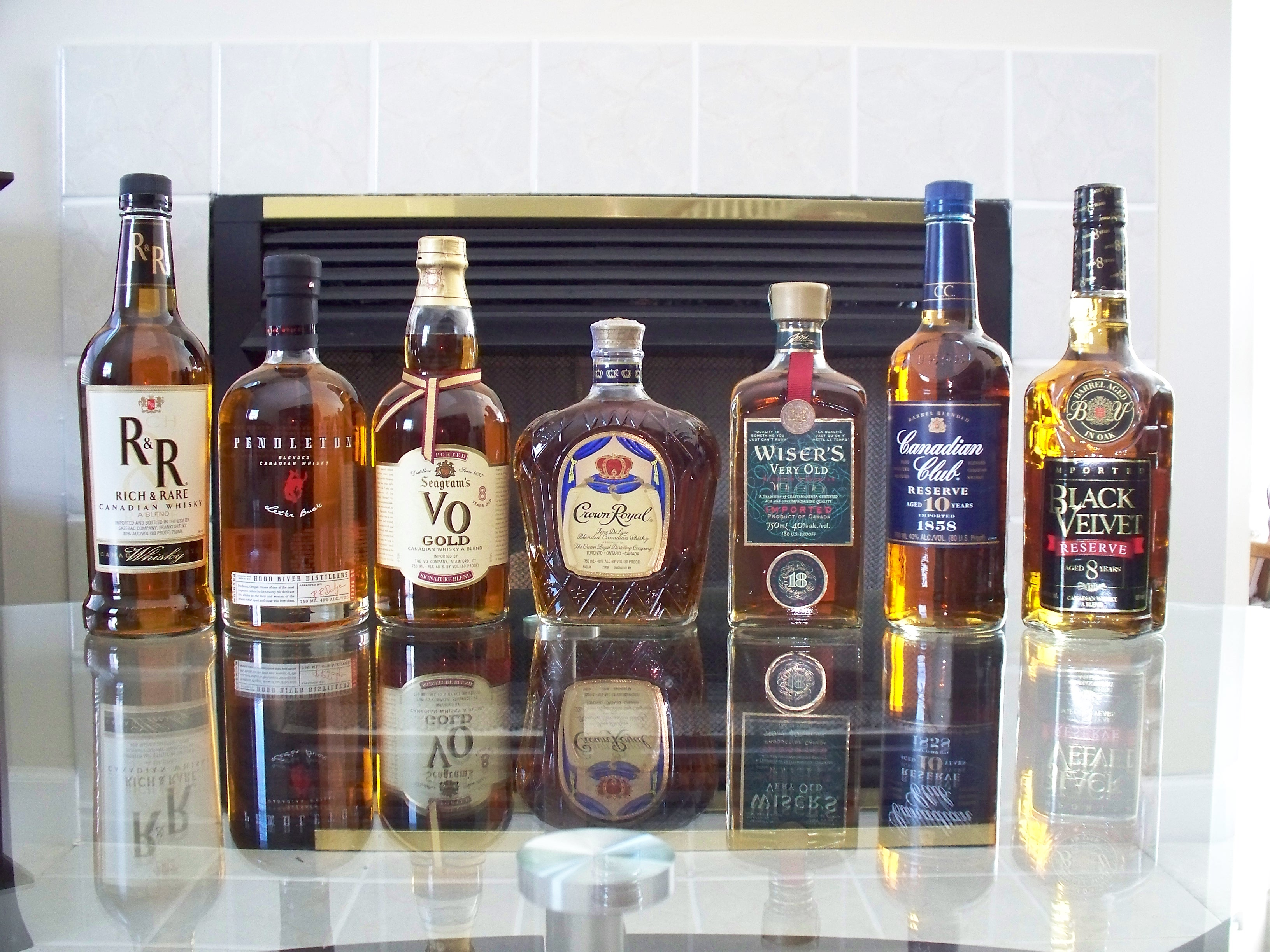
Eine Auswahl verschiedener kanadischer Whiskys

Als Grundlage für kanadischen Whisky wurde traditionell hauptsächlich Roggen verwendet, jedoch kann er aus sehr vielen unterschiedlichen Bestandteilen bestehen; das Hauptgetreide in den meisten modernen Canadian Whisky ist der billigere Mais, auch Zusätze von Sherry, Obstwein oder Fruchtsäfte sind in geringem Maße (bis zu 2 %) erlaubt. Nach kanadischem Gesetz darf ein Whisky auch als „Rye“ oder „Canadian Rye“ verkauft werden, wenn nur wenig oder gar kein Roggen enthalten ist. Im Gegensatz zu seinen Verwandten aus den USA ist der kanadische Whisky zuallermeist ein Blend.
Als Pionier der kanadischen Whiskyproduktion gilt Hiram Walker, aus dessen 1858 gegründeter Destille in Walkerville (Ontario) die Marke Canadian Club hervorging.
Unterteilung:
- Canadian Blended Whisky: Destillat aus verschiedenen Getreidesorten miteinander vermischt
- Canadian Straight Whisky
  - Canadian Bourbon Whisky: Destillat mit Hauptbestandteil Mais
  - Canadian Rye Whisky: Destillat mit Hauptbestandteil Roggen

Merkmale:
- Zutaten sind Mais-, Roggen-, Gerste- und Weizenmalz
- Mindestlagerzeit in Holzfässern beträgt 4 Jahre

### Japanischer Whisky
Seit 1923 wird auch in Japan Whisky produziert. Als Vorbild dient dabei der schottische Maltwhisky. Das Interesse der Japaner am schottischen Nationalgetränk ging so weit, dass sie sich in einige schottische Brennereien einkauften. Die beiden größten Produzenten sind Suntory und Nikka.
Bekannte Brennereien
- Chichibu: 2008 nahe Chichibu auf Honshū eröffnet[46]
- Fuji Gotemba, 1973 am Fuß des Fujisan erbaut, gehört zu Kirin/Mitsubishi[47][48]
- Hakushu: 1973 in Yamanashi auf Honshū erbaut (24 Brennblasen), seit Mitte der 1990er stillgelegt, gehört zu Suntory[49][50]
- Hakushu Higashi: 1981 in Yamanashi auf Honshū erbaut (zwölf Brennblasen), inzwischen als Hakushu vertrieben, gehört zu Suntory[49][50]
- Hanyu: 1941 in Hanyu erbaut, von 1980 bis zur Schließung 2000 wurde Whisky produziert, 2004 wurden die beiden Brennblasen entfernt[51][52]
- Kagoshima: in der Präfektur Kagoshima auf Kyūshū produzierte bis 1984 Whisky, gehört zu Hombo Spirits[53]
- Karuizawa: 1955 bei Nagano auf Honshū erbaut, gehört zu Kirin/Mitsubishi[54]
- Miyagikyo: 1969 nahe Sendai auf Honshū erbaut, verfügt über acht Brennblasen, gehört zu Nikka[55][56]
- Sunraku Ocean (in Karuizawa), Hersteller des Single-Malts Karuizawa und der Blends Asama, Status, Ocean und Route[57]
- Shinshu: 1985 in etwa 800 m Höhe in Kamiinagun auf Honshū erbaut, gehört zu Hombo Spirits[58]
- Yamazaki: 1923 zwischen Osaka und Kyōto auf Honshū erbaut (12 Brennblasen), seit 11. November 1924 wird hier Whisky produziert, seit 1929 ist er erhältlich, gehört zu Suntory[49][59]
- Yoichi: 1934 auf Hokkaidō erbaut, seit 1936 wird Whisky produziert, seit 1940 ist er erhältlich, gehört zu Nikka[60][61]

## Sonstige Herkunftsländer
Die bekanntesten deutschen Whiskys sind Blends ausländischer Whiskys mit Bränden aus anderen Getreidesorten. Die deutschen Whiskybrennereien sind zum größten Teil Klein- und Kleinstbrennereien. Viele davon produzieren auch andere Brände oder betreiben die Whiskyproduktion in kleinen Mengen als Nischen- und Nebengeschäft. In Österreich gibt es um die 50 Klein- und Mittelbetriebe, die Whisky herstellen. Bis 1999 war es in der Schweiz verboten, aus Grundnahrungsmitteln wie Getreide oder Kartoffeln hochprozentige Getränke herzustellen. Das entsprechende Gesetz wurde am 1. Juli 1999 aufgehoben.
Auch in England, Wales, Frankreich, Belgien, den Niederlanden und Luxemburg, der Slowakei, Tschechien, Dänemark, Schweden, Finnland und Norwegen wird Whisky produziert.

### Asiatischer Whisky
In einigen asiatischen Ländern werden viele Spirituosen als „Whisky“ bezeichnet, deren Herstellung sich vom klassischen Whisky sehr unterscheidet.
In Indien (quantitativ der weltweit größte Whiskyproduzent) wird Whisky klassisch hergestellt. In Thailand wird ein Whisky aus Reis angeboten.

### Whisky aus Australien und Neuseeland
In Australien und Neuseeland produzieren nur wenige Brennereien Whisky. Vor allem in Tasmanien herrschen geeignete Bedingungen für die Whiskyherstellung.

### Sonstiges
Auch in Südamerika und Israel wird Whisky hergestellt. Zudem wird vielen Whiskys, gleich welcher Herkunft, schottischer oder kanadischer Whisky hinzugefügt.

## Absatz und Konsum
Nach Angaben des Bundesverbandes der Deutschen Spirituosen-Industrie und -Importeure gab es im Jahr 2010 in Deutschland rund sechs Millionen regelmäßige Whisky-Konsumenten. Insgesamt wurden 64 Millionen Flaschen (à 0,7 l) abgesetzt. Dies entspricht einem bundesdeutschen Pro-Kopf-Verbrauch von 0,5 Liter.
Ein wesentlicher Absatzkanal ist neben dem Gastronomiebereich der Lebensmittel-Einzelhandel. Dort werden 43 Prozent aller Flaschen abgesetzt (von diesen waren 45 % Bourbon/American Whiskey, 40 % Scotch Whisky, 6 % Malt Whisky und 9 % Sonstige).
Konsumiert wird Whisky pur, mit Wasser, Eis oder kohlensäurehaltigen Erfrischungsgetränken.
Zu den aus Whisky hergestellten Produkten gehören mit Kräutern und Zucker oder Honig aromatisierte Whiskyliköre wie etwa Drambuie.

## Experten
Zu den Kennern der internationalen Whiskysorten gehören seit den 1970er Jahren Michael Jackson, Jim Swan oder Jim Murray.